# Jacques-Germain Soufflot
Pour les articles homonymes, voir Soufflot.
Jacques-Germain Soufflot, né le 22 juillet 1713 à Irancy (actuel département de l'Yonne) et mort le 29 août 1780 à Paris, est un architecte français des règnes de Louis XV et de Louis XVI, qui a exercé une grande influence sur le mouvement néoclassique.
Il est notamment l'architecte du Panthéon de Paris (à l'origine église dédiée à sainte Geneviève) et de l'hôtel-Dieu de Lyon.

## Biographie

### Formation
Jacques-Germain Soufflot est né dans le petit village d'Irancy, près d'Auxerre, le 22 juillet 1713. Il est l'aîné des treize enfants de Germain Soufflot (1687-1758), avocat au parlement de Bourgogne et lieutenant au bailliage d'Irancy, et de Catherine Milon (1692-1743). Selon la légende familiale, il commence des études de droit à Auxerre puis à Paris car il aurait dû hériter de la charge de lieutenant au bailliage de son père, mais il se prend de passion pour l'architecture. Il aurait alors emporté un sac contenant 1 000 livres de la maison familiale, pour quitter son foyer à l'âge de 19 ans, contre l'avis de ses parents. Sur un coup de tête, cet autodidacte part étudier l'Antiquité ainsi que les œuvres de Palladio en Italie. Il reste, de 1733 à 1738, à l'Académie de France à Rome, sans avoir remporté le grand prix.

### Séjours lyonnais
Sur le chemin du retour en France, Soufflot a marqué une halte à Viviers et a pris part à l'inauguration de l'hôtel particulier de Roqueplane. Il y aurait puisé son inspiration pour la maison de plaisance de la Rivette à Caluire, près de Lyon.
Son premier séjour lyonnais a duré de 1738 à 1749. C'est durant cette période qu'il a réalisé ses principaux travaux ou en a posé les bases. Il put bénéficier de la protection des plus hautes autorités : le duc de Villeroy, gouverneur, et le cardinal de Tencin, archevêque de Lyon. Il leur avait sans doute été recommandé par l'abbé Lacroix-Laval qui l'avait apprécié à Rome. Son arrivée dans la capitale des Gaules coïncidait par ailleurs avec le départ à la retraite de Ferdinand Delamonce, qui tenait le premier rang parmi les architectes de la ville. Il a été admis dès novembre 1738 à la toute jeune Académie des Beaux Arts de Lyon (fondée en 1736) et s’y est produit souvent en particulier pour des exposés à caractère théoriques. Il est également nommé membre de l'académie des sciences, belles-lettres et arts de Lyon la même année, à la classe des Arts.

#### Les bâtiments publics
La grande affaire, aux yeux de tous les Lyonnais, ce sont les travaux pour la transformation de l'Hôtel-Dieu à partir de 1741. Soufflot n’est pas intervenu en terrain vierge. Lui-même a tenu à souligner que son œuvre s’inscrivait dans le prolongement d’une longue tradition en faisant reproduire en statues le roi mérovingien Childebert ainsi que son épouse Ultrogothe par les sculpteurs Christophe Gabriel Allegrain et Louis Philippe Mouchy,. La façade de la chapelle en cours de restauration ne doit pas être confondue avec celle à l’intérieur de l’hôpital. Elle avait été élevée entre 1637 et 1653. Sa façade est encadrée par ses deux clochers ; les décors sont dans le style Louis XIII. Elle n’était pas destinée aux personnes recueillies à l’Hôtel-Dieu mais aux paroissiens, aux mariniers ; quant à l'aile donnant sur la rue de la Barre, elle est de 1894 ! Soufflot est arrivé à Lyon à une époque où le Consulat se faisait une obligation des embellissements de la ville ; il a d'ailleurs été nommé « contrôleur général des bâtiments et des embellissements publics de la ville de Lyon ».
La longue histoire des bâtiments de l’Hôtel-Dieu montre bien que ses recteurs furent toujours soucieux de la qualité de son architecture. Fondé au XIIIe siècle, il fut reconstruit à neuf à partir de 1632 sur un plan en grille autour d’un dôme à pans (le « petit dôme »). Delamonce éleva en 1706 un porche d’entrée remarquable par l’habileté de sa stéréotomie et l’élégance de son décor mais c’est avec la longue façade sur le Rhône, destinée à réunir les divers bâtiments et à améliorer le séjour des malades que les recteurs surent allier architecture et urbanisme. Il est très frappant de suivre, dans les abondantes archives de l’hôpital cette constante et double préoccupation. Selon un mémoire adressé au roi autour de 1732, « on a toujours recherché [dans les travaux] non seulement l’utilité et la solidité mais encore le beau. Une autre raison pour faire la façade telle qu’on la présente, c’est que les nouveaux bâtiments seront exposés à la principale entrée de la ville, du côté du Dauphiné et seront aperçus de très loin : il est par conséquent à propos de les décorer ». La ville offrit donc 10 000 livres pour la décoration de la façade et associa cette construction à un projet exécuté entre 1738 et 1740 de créer un quai le long du Rhône avec un port dit de l’hôpital dessiné par l’architecte Delamonce sur le modèle du port de Ripetta à Rome. Ce fut cependant le jeune Soufflot qui fut choisi pour mener à bien une construction importante et pour laquelle il proposa une solution ambitieuse, mais qui s’accordait parfaitement avec le site : une longue façade à deux niveaux, interrompue par un dôme central qui jouerait le rôle de cheminée pour évacuer l’air vicié mais surtout éviterait la monotonie dans un développement de 280 mètres. Il se serait inspiré du Duomo de Brunelleschi à Florence. L’intérieur à caissons aurait été imité du Panthéon de Rome. Il est resté dans le registre classique pour le choix des éléments décoratifs (attique, drapés, guirlandes florales, frises grecques). Soufflot ne négligea aucun des aspects de la construction à commencer par le choix de la pierre blanche tirée des carrières de Villebois convoyée par le Rhône. Les travaux suscitèrent l’admiration des voyageurs comme l’abbé Coyer qui écrit en 1775, dans son voyage d’Italie en Hollande : « Vous avez vu de beaux hôpitaux. Celui de Lyon les efface tous ; on le prendrait pour le palais d’un roi par la beauté de l’architecture, par son étendue, par sa situation sur un beau quai ». En somme, Soufflot n’a pas manqué l’effet recherché s’il est vrai qu’il a cherché son inspiration dans ce qu'était à l'époque le château parisien des Tuileries,.

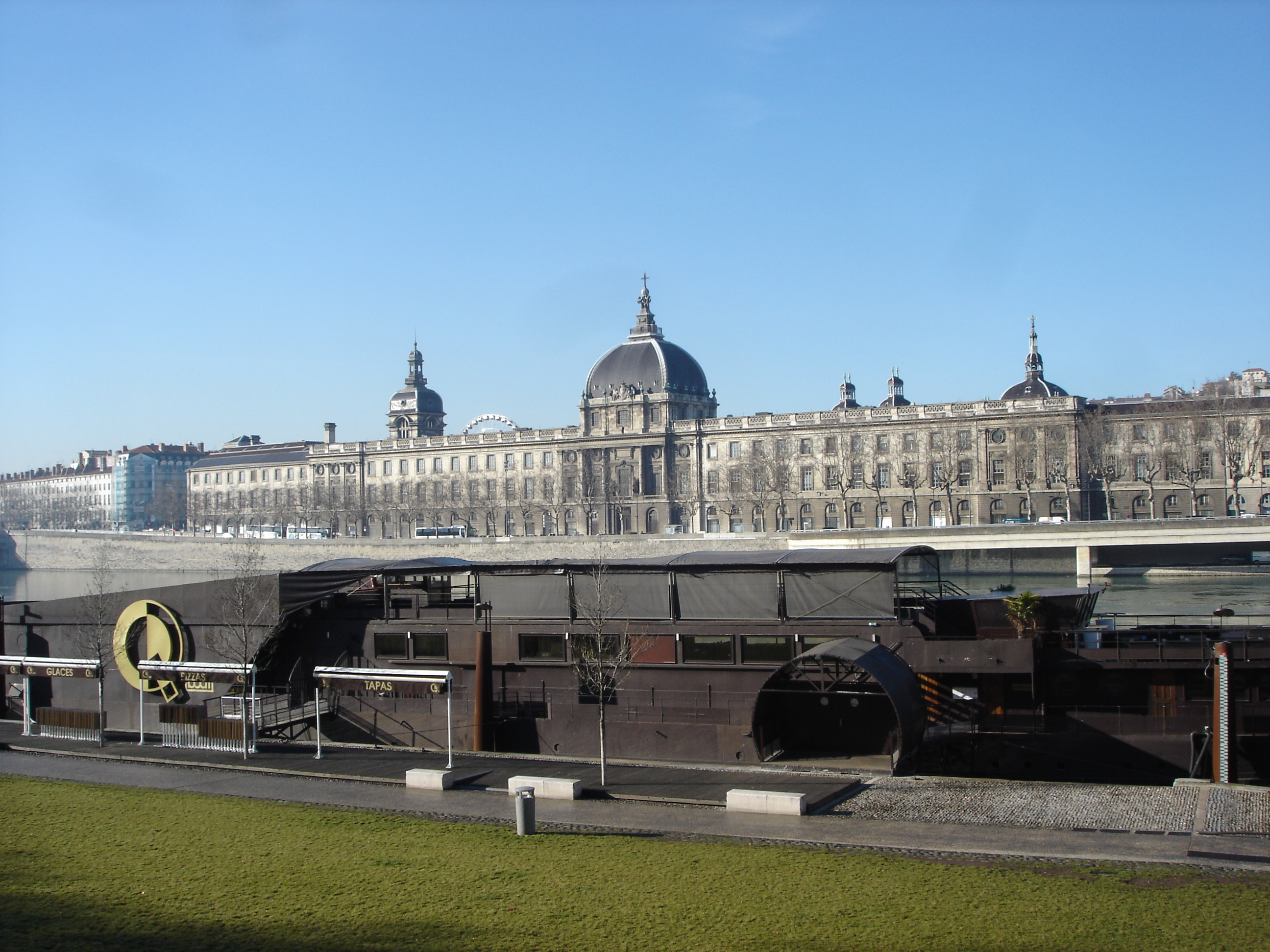
Hôtel Dieu façade sur le Rhône
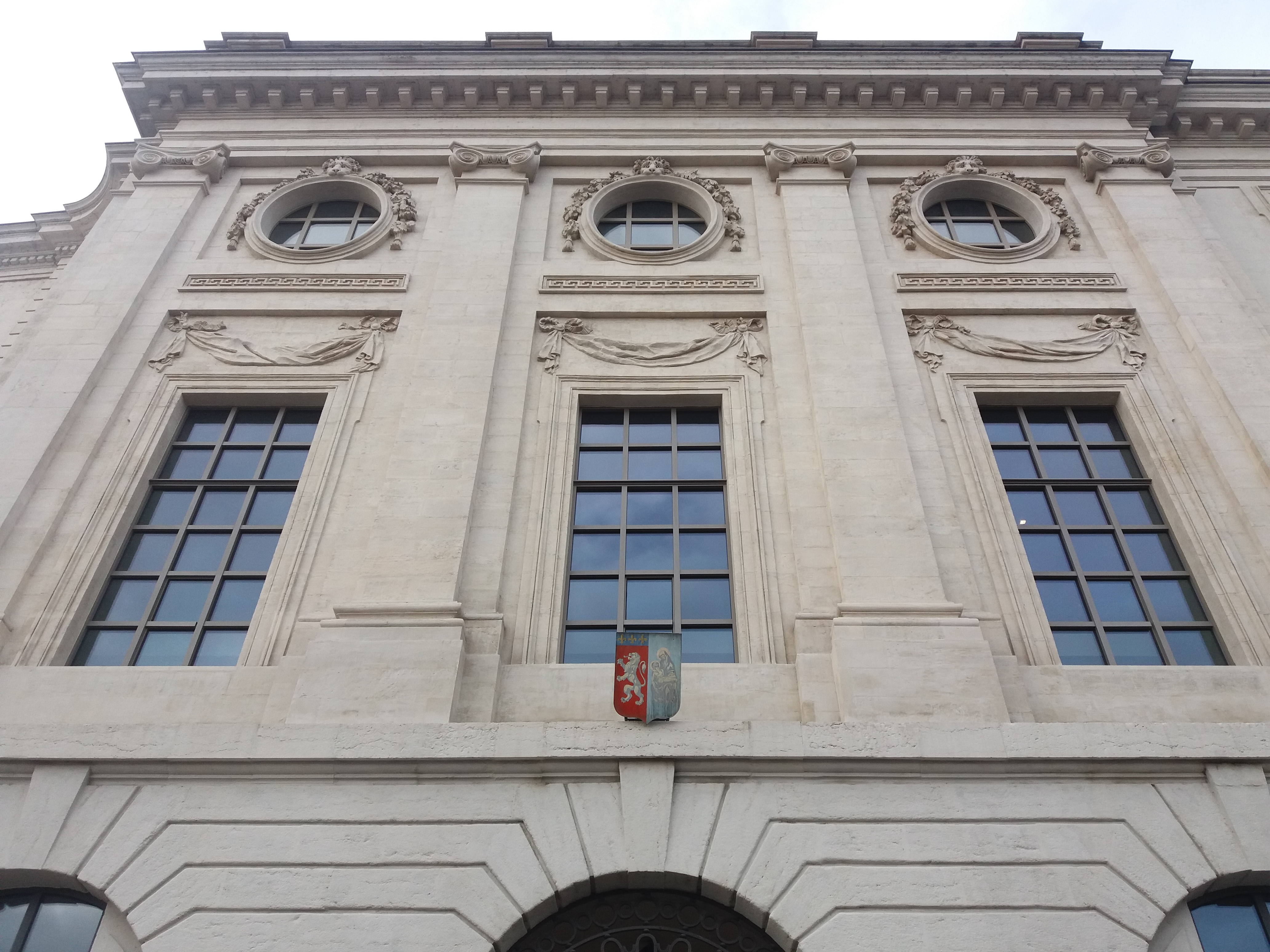
Hôtel-Dieu façade quai Jules Courmont
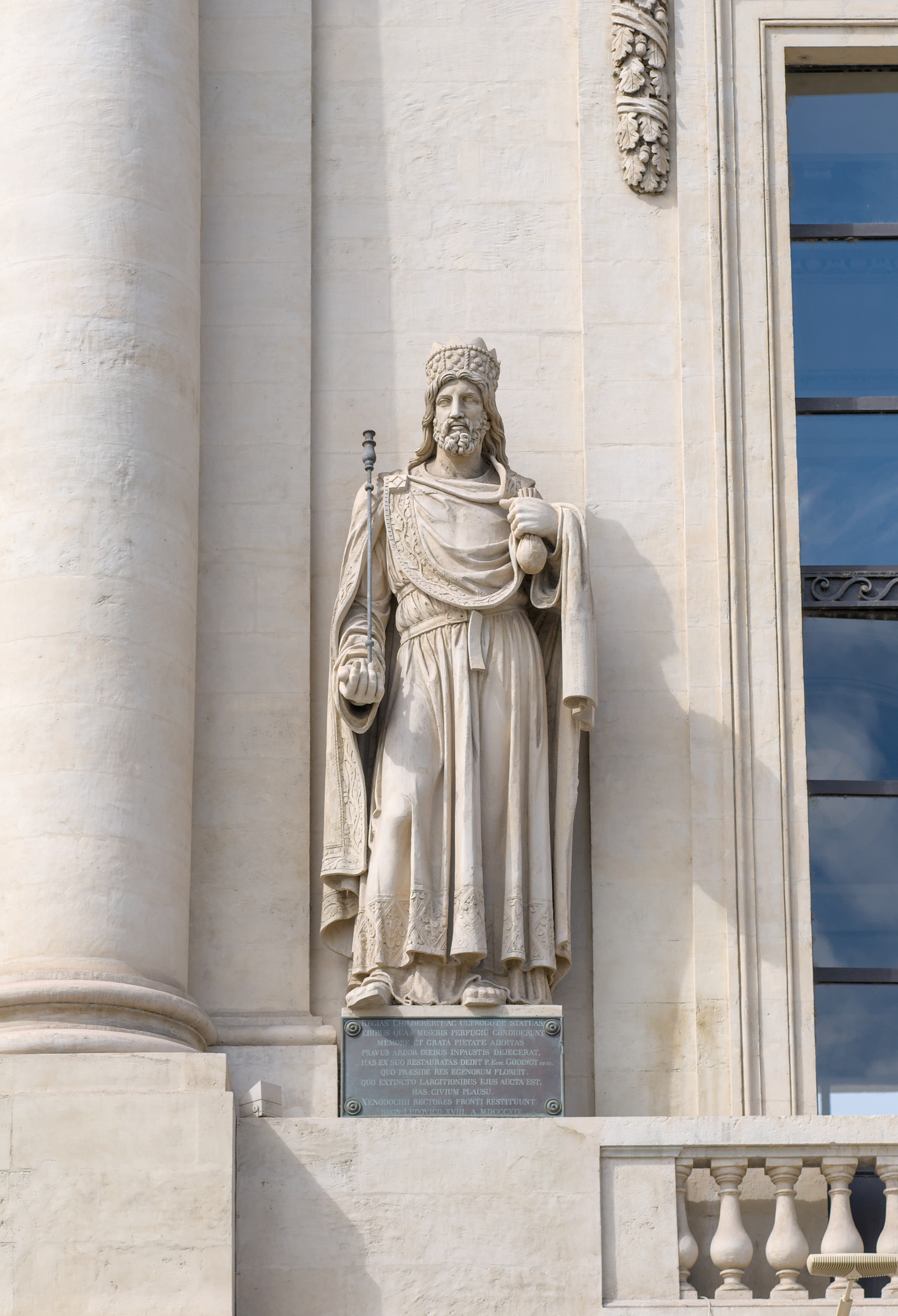
Pierre-Marie Prost, Childebert Ier, 1819, Lyon, Hôtel-Dieu.
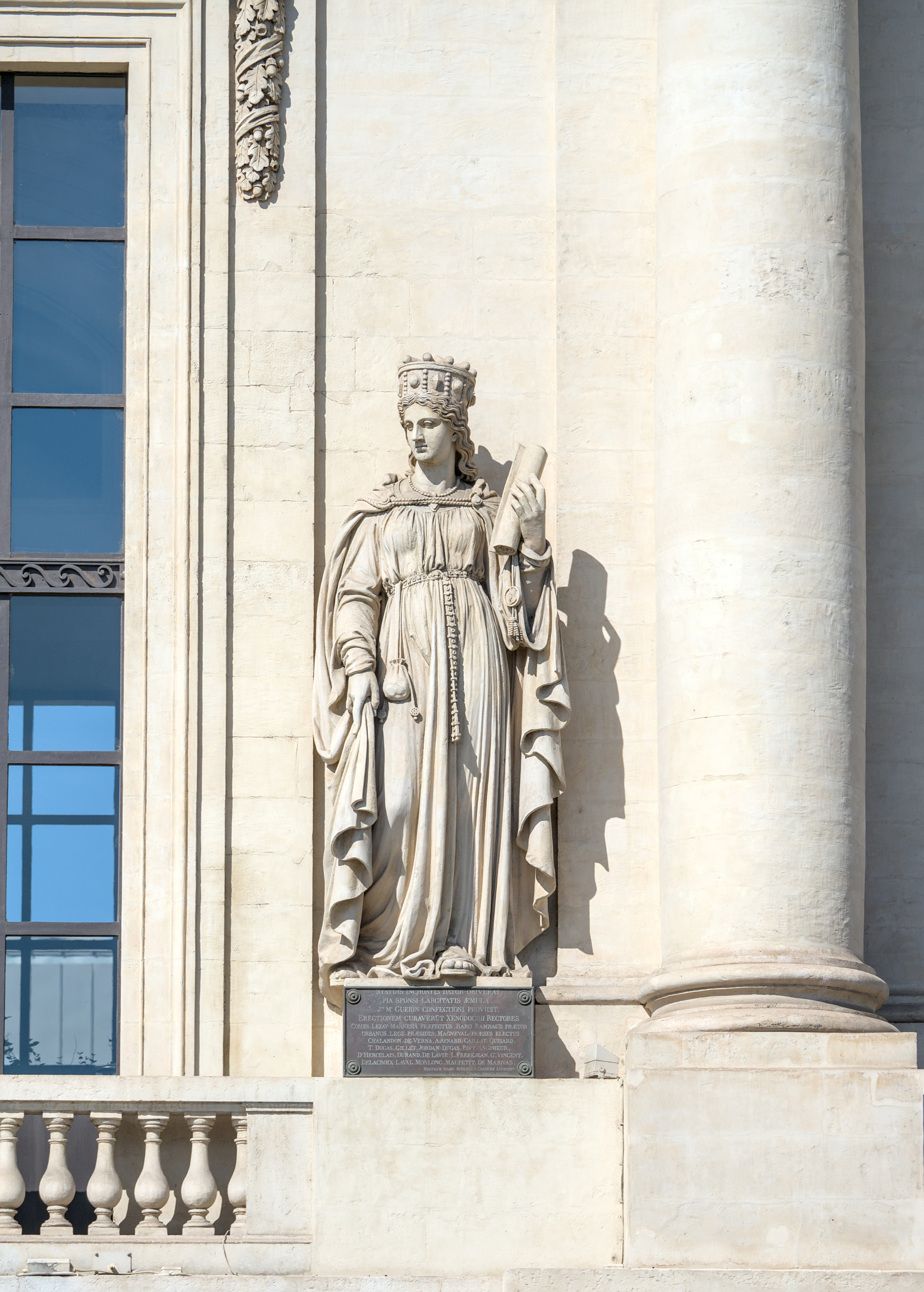
Jean-Joseph Charles, Ultrogothe, 1819, Lyon, Hôtel-Dieu
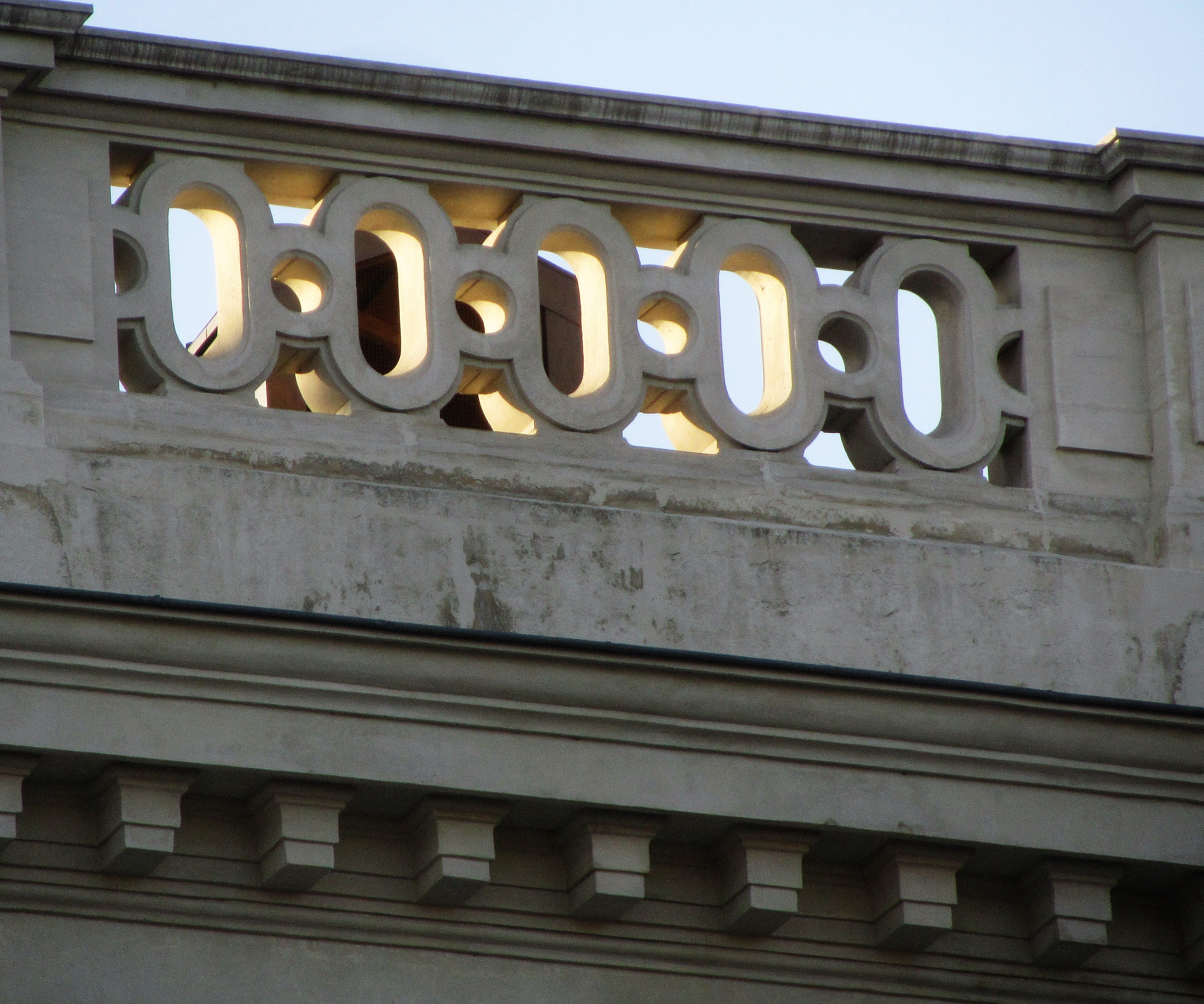
Attique du bâtiment de l'Hôtel-Dieu

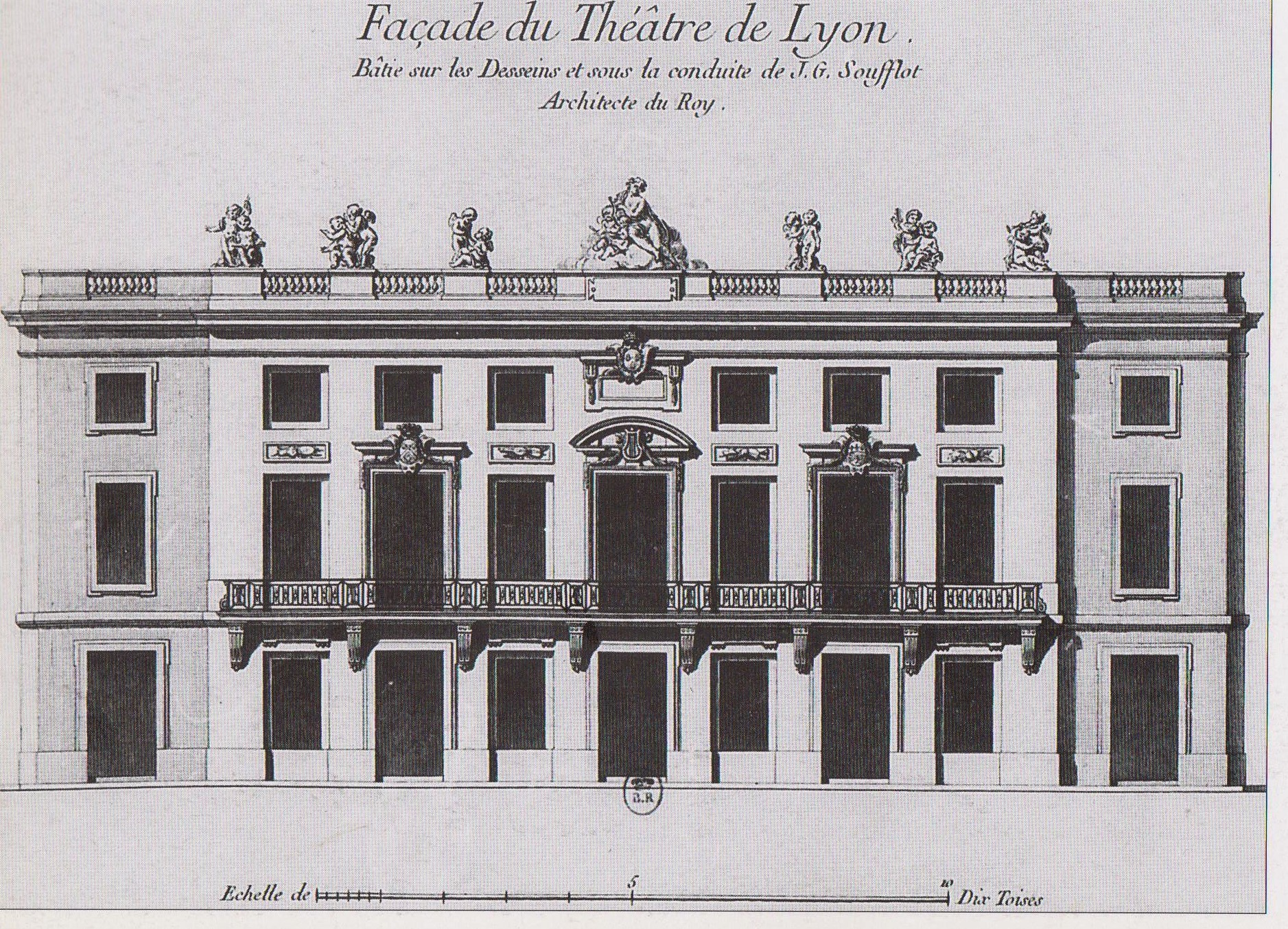
Ancien théâtre de Soufflot à lyon

Soufflot est également intervenu dans la construction de deux autres bâtiments publics : la loge du change et le théâtre. Les opérations de change étaient opérées directement dans les rues du quartier Saint-Jean ou les maisons alentour. En 1653 avait été construite à cet usage une loge avec, en façade, un portique de quatre arcades et un étage bas. On ne s'en satisfit plus au XVIIIe siècle et Soufflot fut invité en 1747 à sa transformation. Le bâtiment fut agrandi par l’ajout d’une cinquième arcade de même style que les premières ; l’étage fut entièrement refait avec des colonnes ioniques engagées entre les fenêtres et aux angles. Il était surmonté d’un entablement dorique et de deux horloges de part et d’autre d’une attique encadrant en son milieu le blason du roi. Cette loge servit peu et, après avoir été convertie en salpêtrière pendant la Révolution, devait être reconvertie en temple en 1803. L’espace entre l’Hôtel de ville et le Rhône était occupé par un jardin, d’ailleurs très fréquenté. Soufflot a été invité à y construire un Grand théâtre (1756) qui avait belle apparence mais les aménagements intérieurs n’ont pas donné satisfaction. C’est pourquoi, à la suite d'un incendie en 1826, il a été préféré de le détruire avant la reconstruction d’un nouvel Opéra à partir de 1828.

#### Soufflot urbaniste

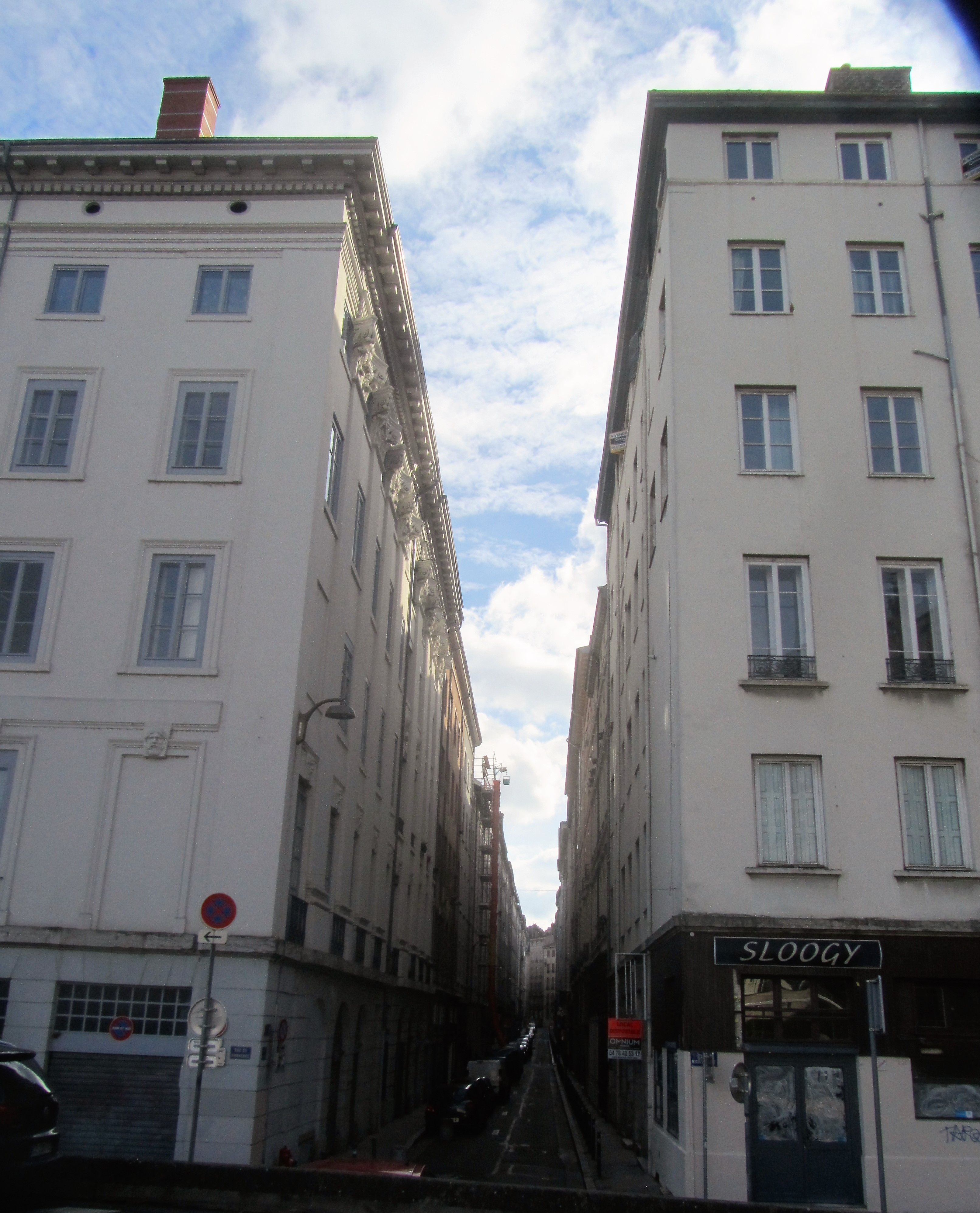
Quartier Saint Clair à Lyon rue royale

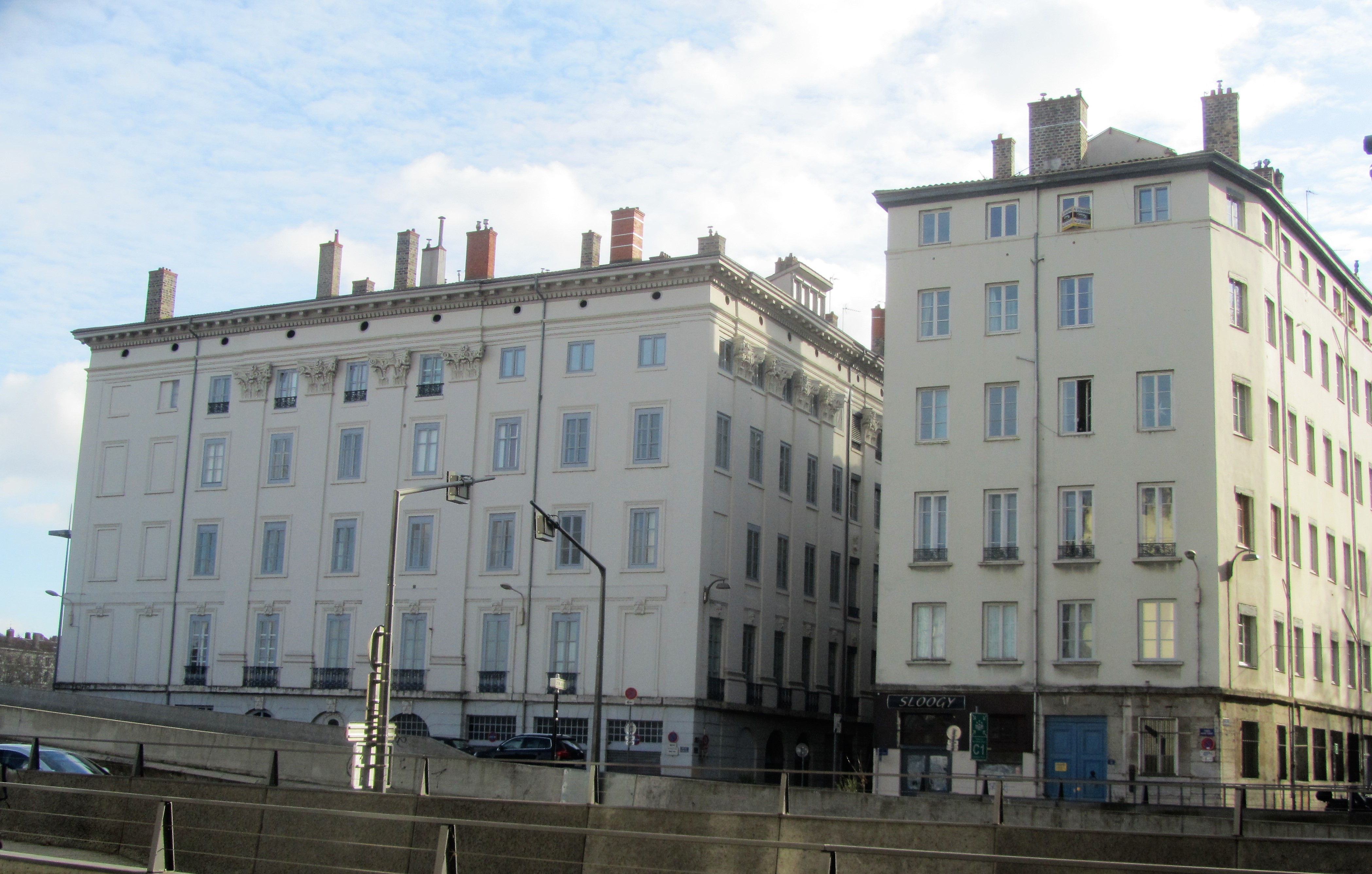
Immeubles de rapport du quartier Saint-Clair à Lyon

Les plans d’urbanisme à grande échelle de Jean-Antoine Morand, en rive gauche, dans le quartier des Brotteaux, et de Perrache avec le report de la confluence au-delà d’Ainay sont bien connus du public lyonnais. Ce n'est généralement pas le cas de l’œuvre de Soufflot dans le quartier Saint-Clair. Pourtant cette opération d’urbanisme s'inscrit dans la même problématique nouvelle. Il importe de faire face à la croissance urbaine en conquérant des espaces hors des limites fortifiées traditionnelles. Le progrès des techniques permet l’appropriation de sols jusqu’alors rebelles. L’initiative ne vient plus des autorités mais des classes fortunées qui se constituent en association pour lancer des opérations d’envergure. Dans le cas lyonnais, l’espace à conquérir correspondait à une île lovée dans une sinuosité de la rive droite du Rhône et séparée par une lône (bras mort sujet aux inondations) de la colline de la Croix-Rousse. L’avantage attendu devait être double. D’une part, ces terres sans valeur devraient être acquises à bas prix par achat aux dames de Saint-Pierre (qui feront cependant résistance) et la densité du bâti faciliterait la commercialisation auprès de la clientèle bourgeoise fortunée. D’autre part, les communications vers l’amont seraient facilitées : on s’épargnerait au départ de Lyon la rue montée Saint-Sébastien sur le plateau. On l’a compris : il s’agissait d’une opération immobilière dans laquelle la spéculation foncière l’emportait de beaucoup sur les motivations architecturales. « Soufflot y avait pensé dès son arrivée à Lyon. Il parviendra à ses fins en partie parce qu’il était lié à des élites lyonnaises gagnées aux idées modernes propagées par la franc-maçonnerie » (J. Pelletier). A l'abri d'une digue incurvée pour suivre la sinuosité du fleuve, le parcellaire a été modelé de part et d'autre d'une artère centrale rectiligne parallèle au Rhône et qui a conservé le nom de rue Royale, malgré son étroitesse. Celle-ci a été recoupée par trois voies perpendiculaires, joignant le quai au pied de la colline : les rues Madame, Dauphine et du Berry déterminant des îlots rectangulaires. L'opération s'est prolongée pendant une vingtaine d'années. Comme pour l'Hôtel-Dieu, le chantier a été approvisionné en pierre blanche de Villebois,.
Chaque immeuble de quatre étages sur entresol obéit à un plan type. Pour ceux situés en bordure du Rhône, la cour centrale communique vers le quai par une grande porte cochère. On accède à la rue Royale en contre-haut par un escalier. Autour de la cour sont réparties écuries, remises et arrière-boutiques des commerces. En revanche, chacun des propriétaires restait libre de traiter la façade de son immeuble selon sa guise. Toutefois, ils sont conformés dans l'ensemble aux goûts de l'époque pour le néo-classicisme dont Soufflot se réclamait. J. Pelletier donne en exemple le cas de l'architecte Rater, "auteur de l’immeuble dit « la maison des têtes » à l’angle du quai André-Lassagne qui a ornementé sa façade de têtes de vieillards barbus et de pilastres corinthiens". Cet immeuble contribue à la monumentalité d’un quai dont la réputation fut rapidement internationale. En 1821, le maire de la ville le considérait comme un des plus beaux d’Europe.

#### Autres domaines d'activité de Soufflot
La réputation de Soufflot lui a valu la clientèle des élites lyonnaises pour leurs hôtels particuliers. Sur la commune voisine de Caluire se situe le domaine de La Rivette : sur l’emplacement d’une ancienne maison de plaisance (1635), Soufflot a construit entre 1738 et 1740 cette « folie » (selon le terme de l’époque) pour le tireur d’or Pitra. Précédée d’un vaste perron, elle est de facture classique avec deux étages de neuf travées : les trois de l’avant-corps central sont surmontées d’un fronton triangulaire. Depuis la maison, des jardins descendaient jusqu'à la Saône avec leur nymphée grâce au captage de sources. Cette demeure existe toujours ; elle est située 17, montée des Forts. Soufflot aura plus tard l’occasion de procéder à des aménagements similaires près de Blois pour le château de Menars dont les jardins descendent jusqu’à la Loire. Dans le quartier d’Ainay (34 rue de la Charité) Soufflot fut chargé de construire l’hôtel particulier de Jean de Lacroix, conseiller à la Cour des monnaies. Il est devenu de nos jours le musée des Tissus et des Arts décoratifs. Il est possible aussi qu'il soit intervenu pour le château dans le parc de Lacroix-Laval sur la commune de Marcy-L'étoile. Deux autres immeubles aujourd’hui disparus sont attribués à Soufflot : la maison Parent, à l’angle des rues Longue et Chavannes et la maison Perrachon, 22 rue du Bât-d’Argent.

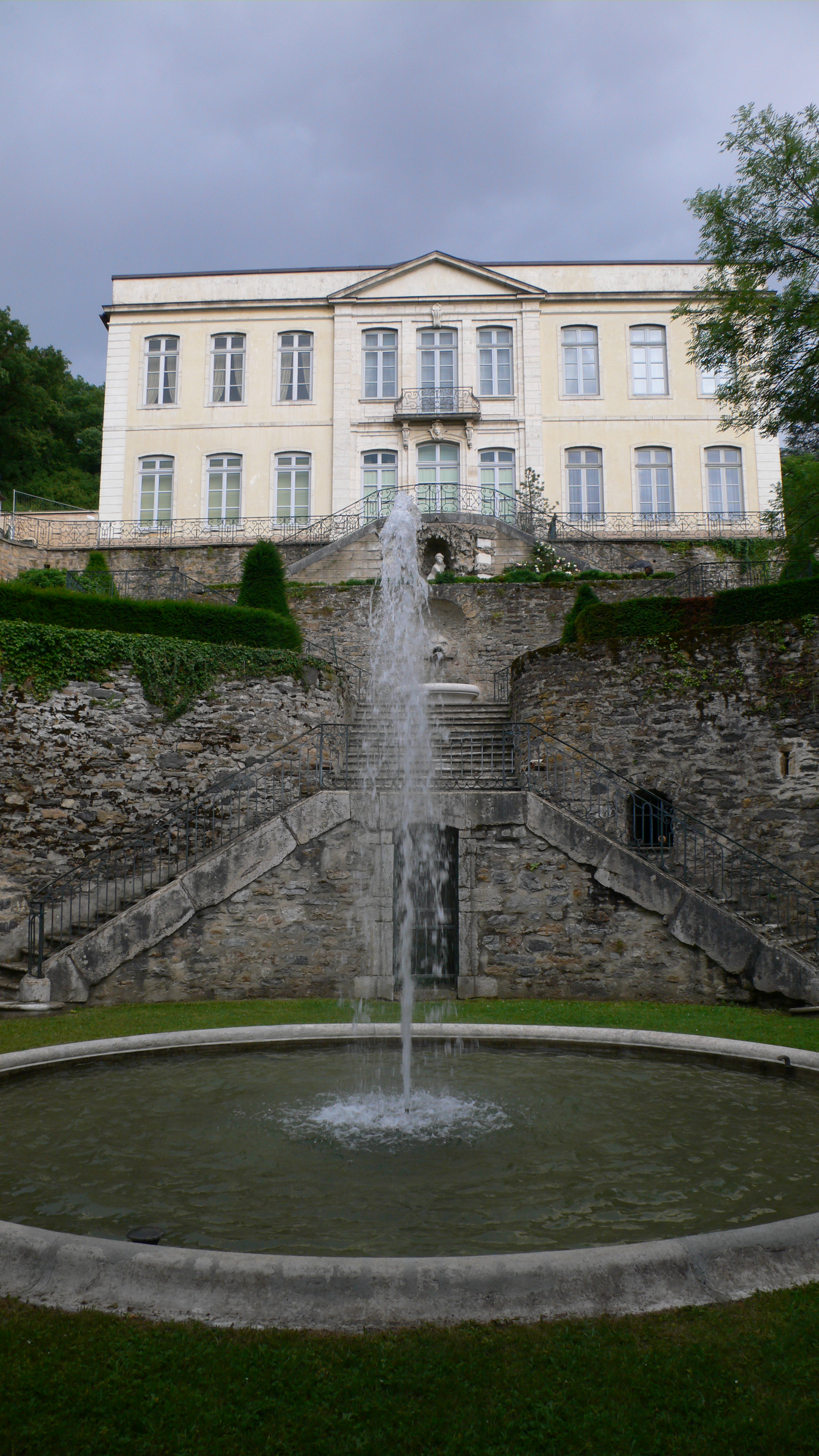
La Rivette à Caluire
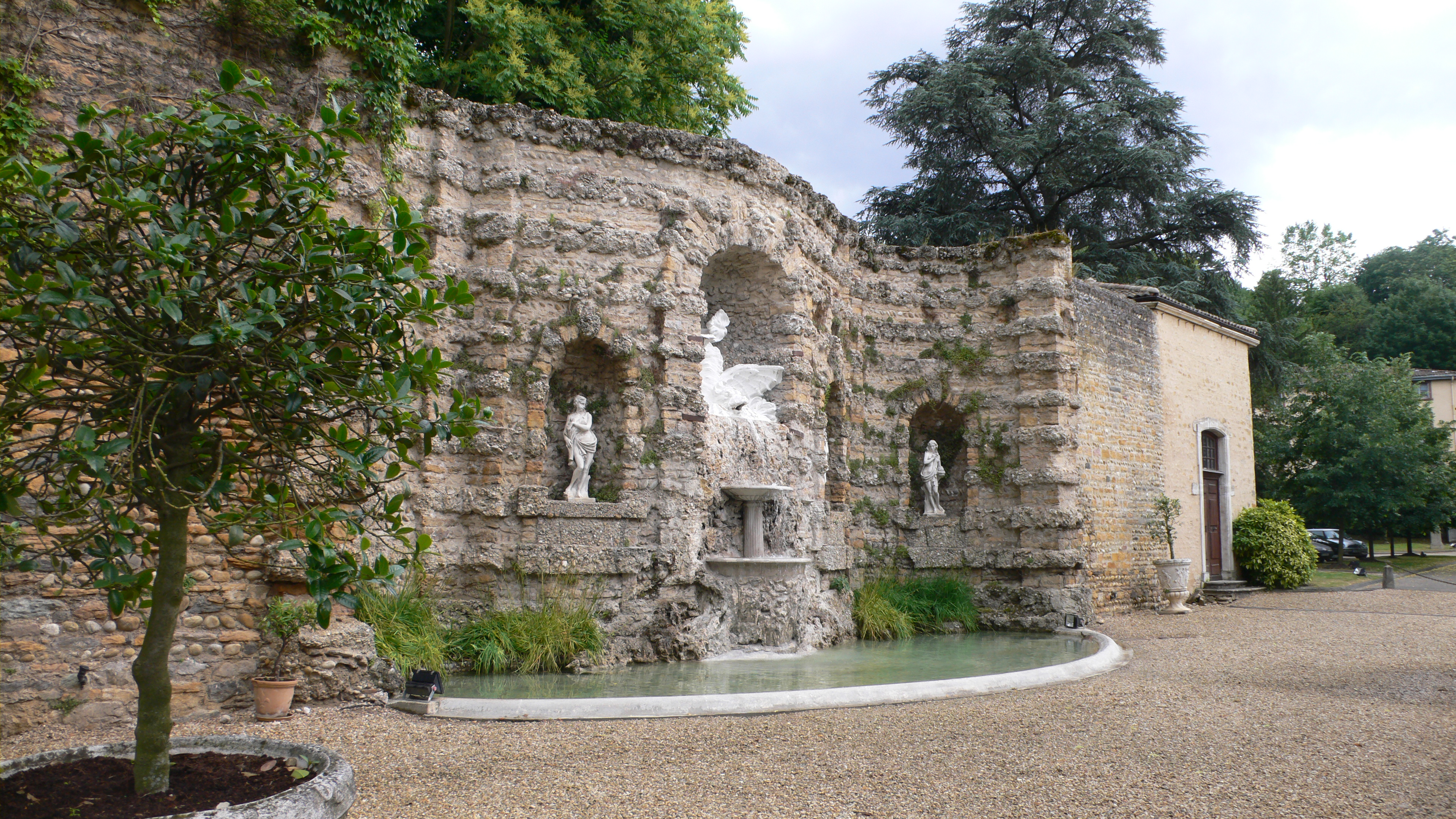
Nymphée de la Rivette
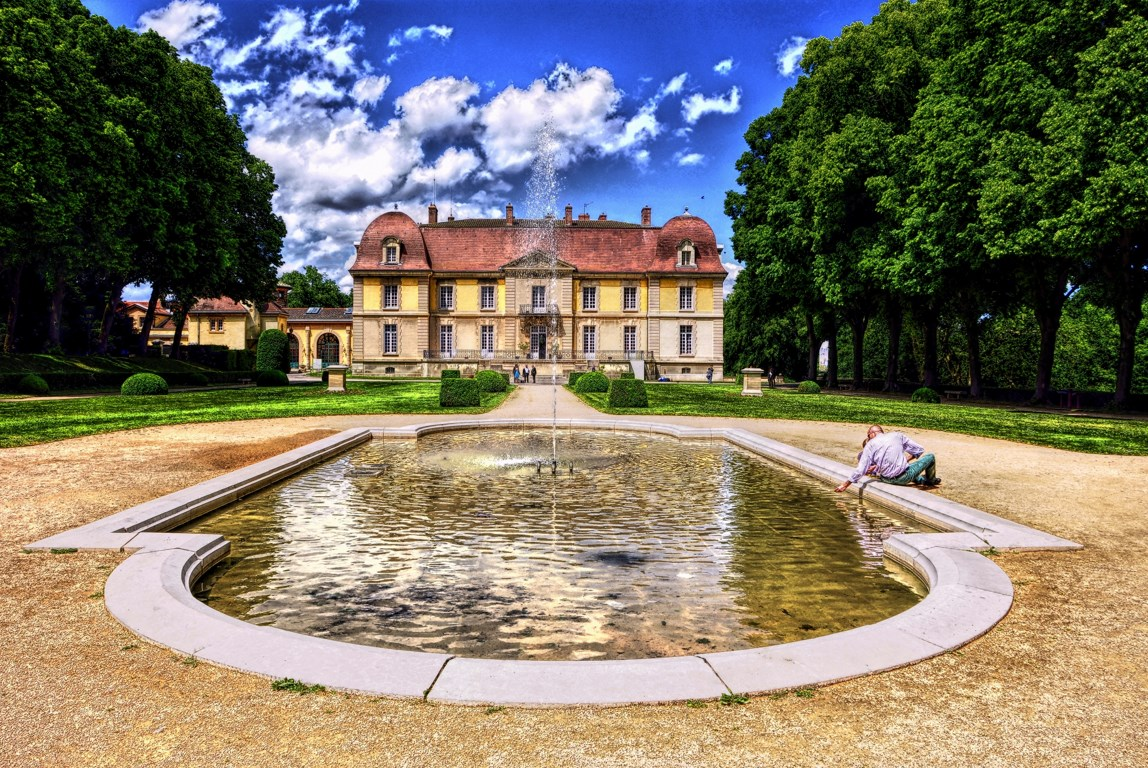
Château Lacroix-Laval en 2011
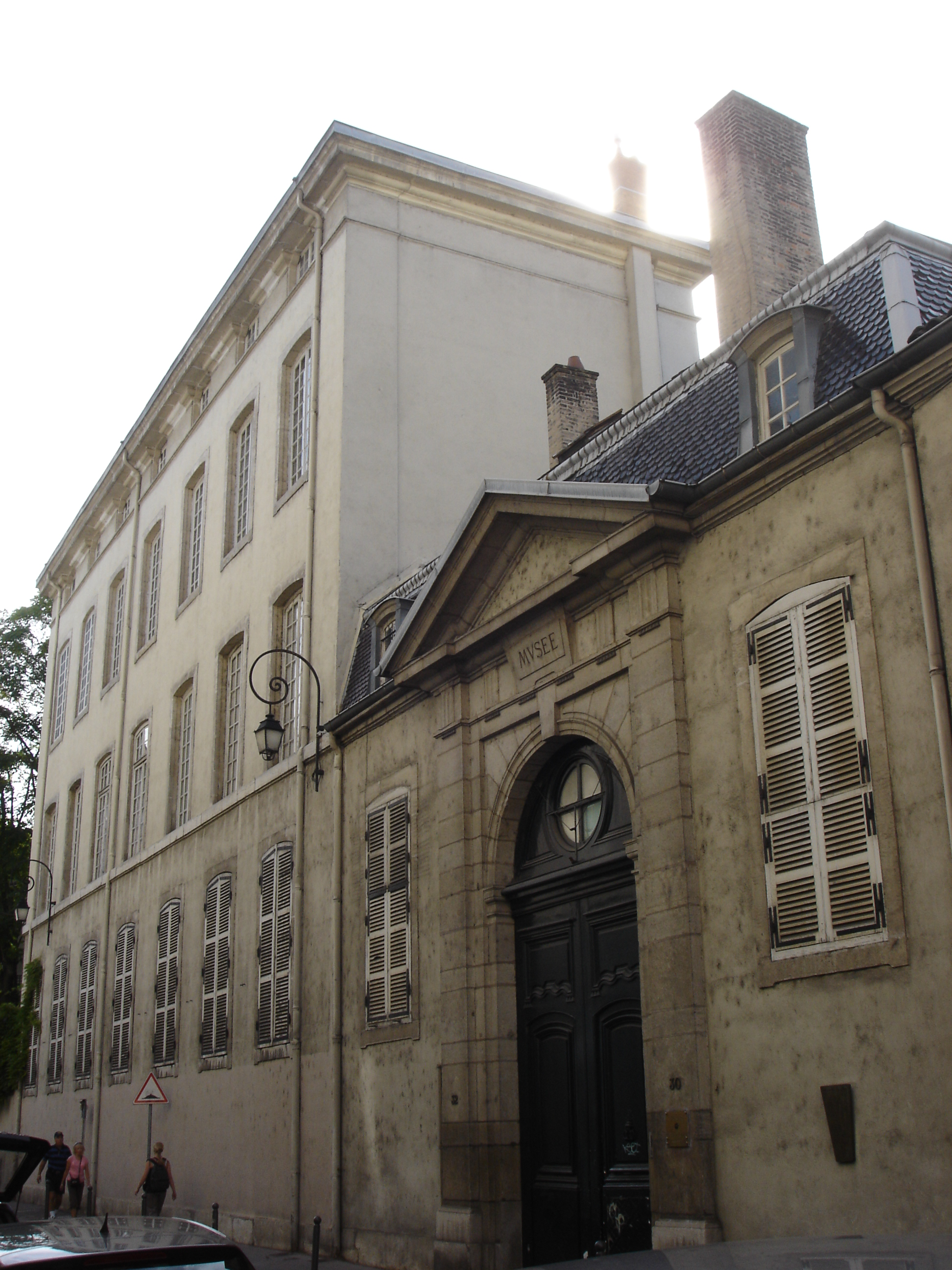
Hôtel Lacroix-Laval, rue de la Charité, à Lyon

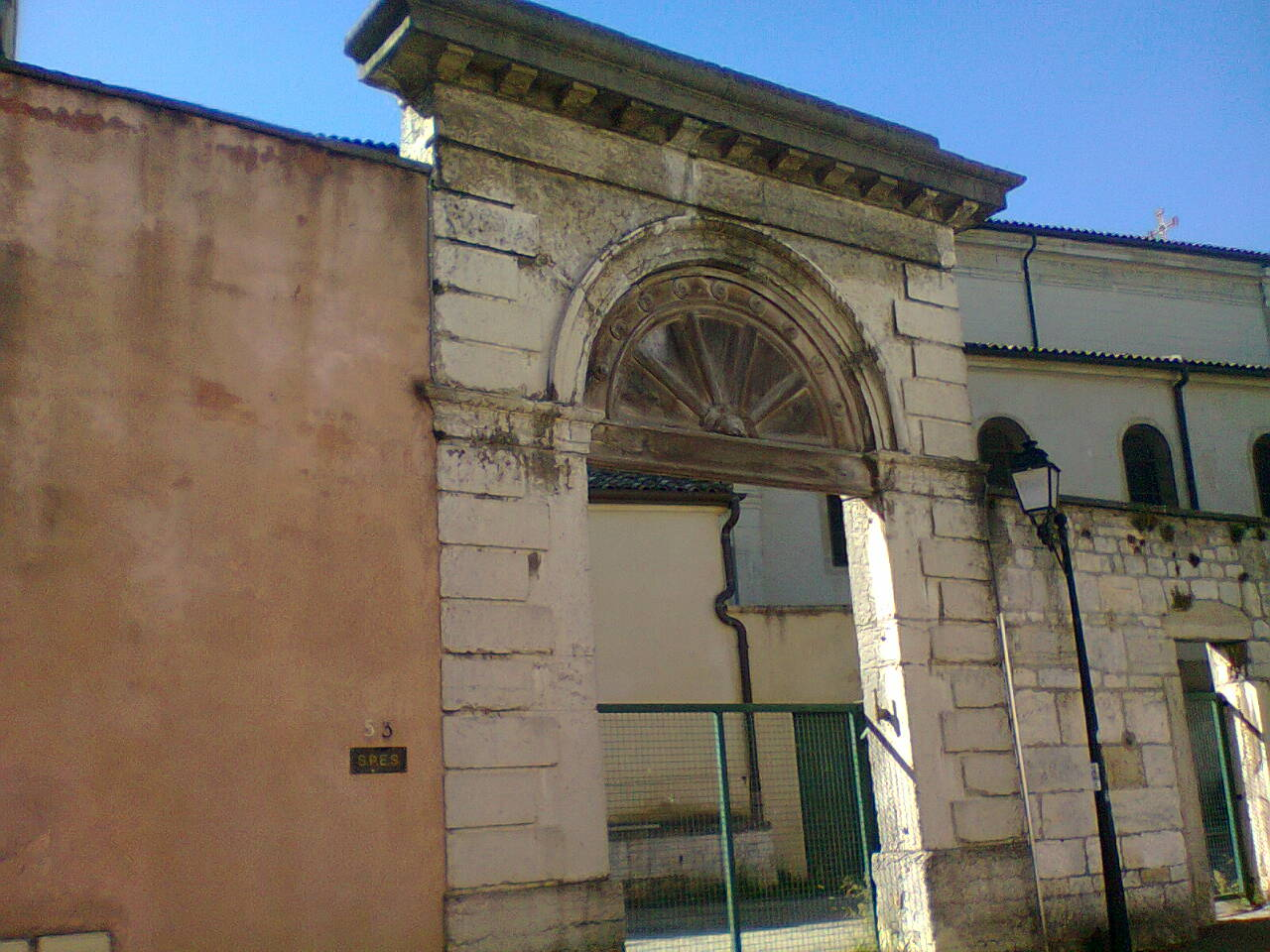
Portail Saint Irénée

Soufflot a peu œuvré à Lyon pour l’Église. A la demande du cardinal de Tencin il est intervenu au palais Saint-Jean. Il y a aménagé les deux portails qui mettent en symétrie l'entrée vers la cathédrale et celle vers le logis. Elles rappellent les extrémités de la colonnade du Bernin à Saint-Pierre-de-Rome. Il est aussi l'auteur du portail de l'église Saint-Irénée. Le même cardinal de Tencin lui a demandé d’intervenir pour sa résidence d'été située à Oullins, devenue collège des dominicains au XIXe siècle. Mais il n’y a fait que quelques remaniements en façade. Il aurait aussi refait le parc avec ses terrasses, ses escaliers et ses fontaines. Il est intervenu également au couvent des Génovéfains mais celui-ci a été presque entièrement détruit en 1793.

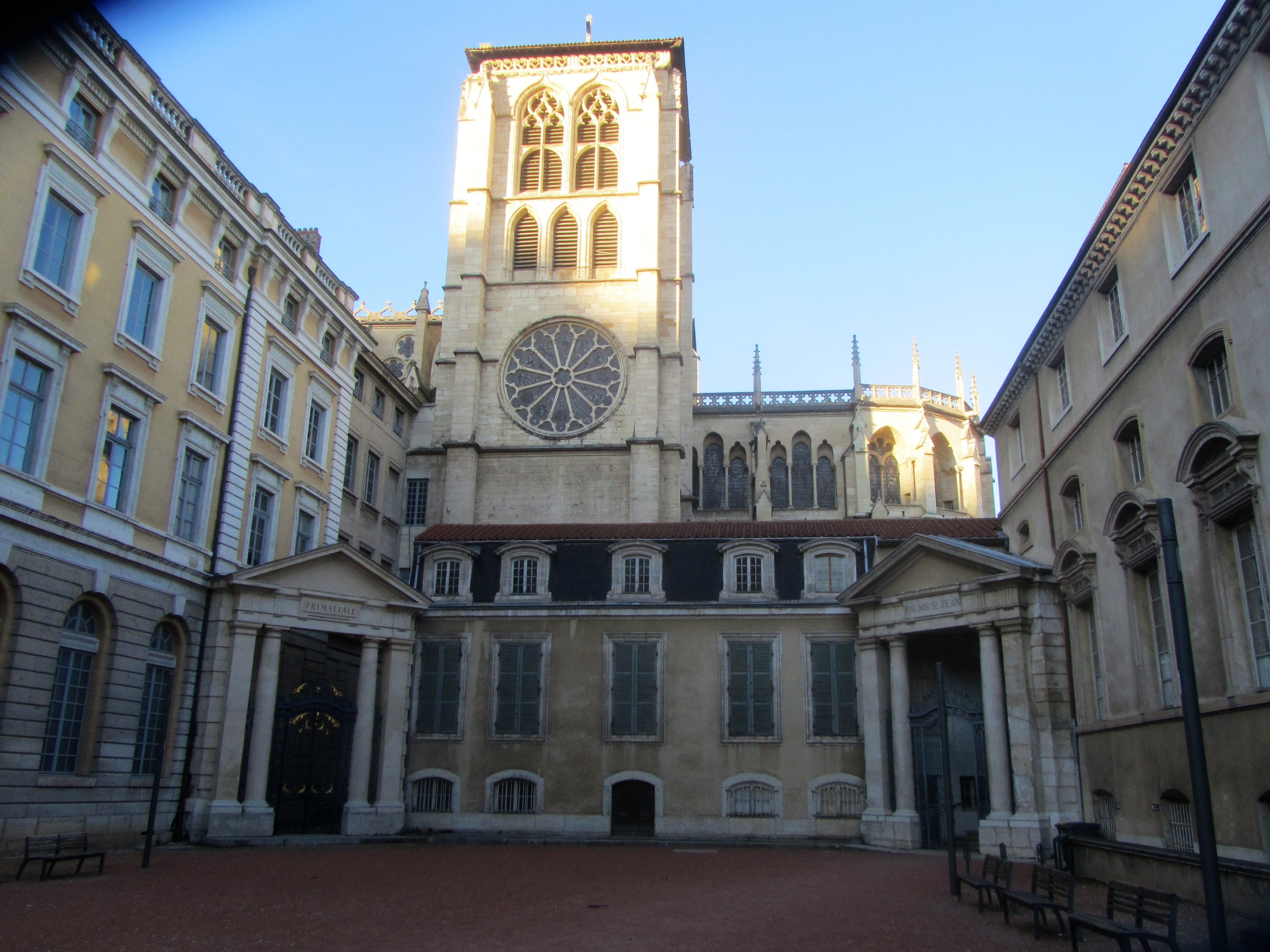
Cour du palais Saint Jean des archevêques de Lyon
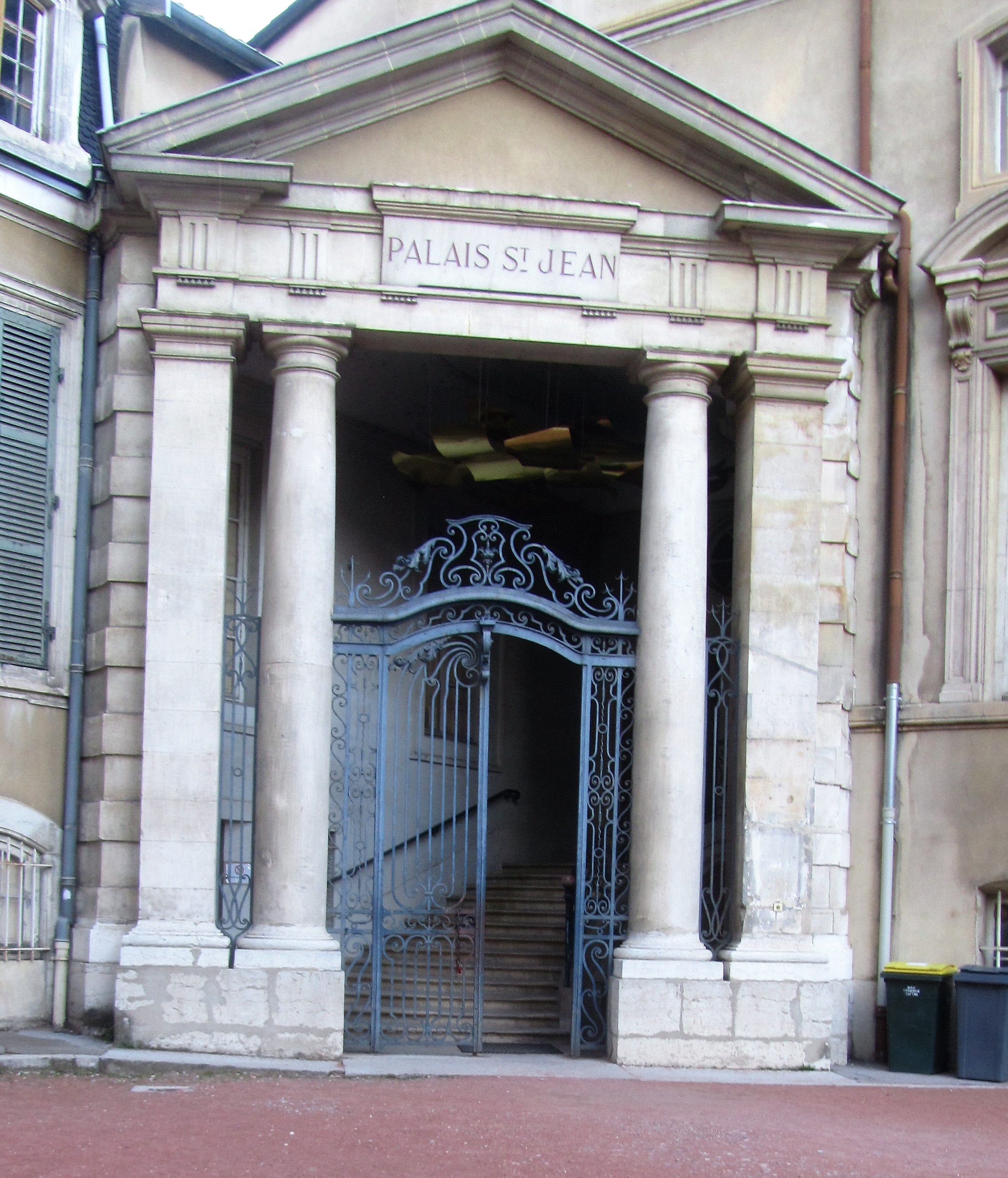
Portail vers le logis de l'archevêque de Lyon
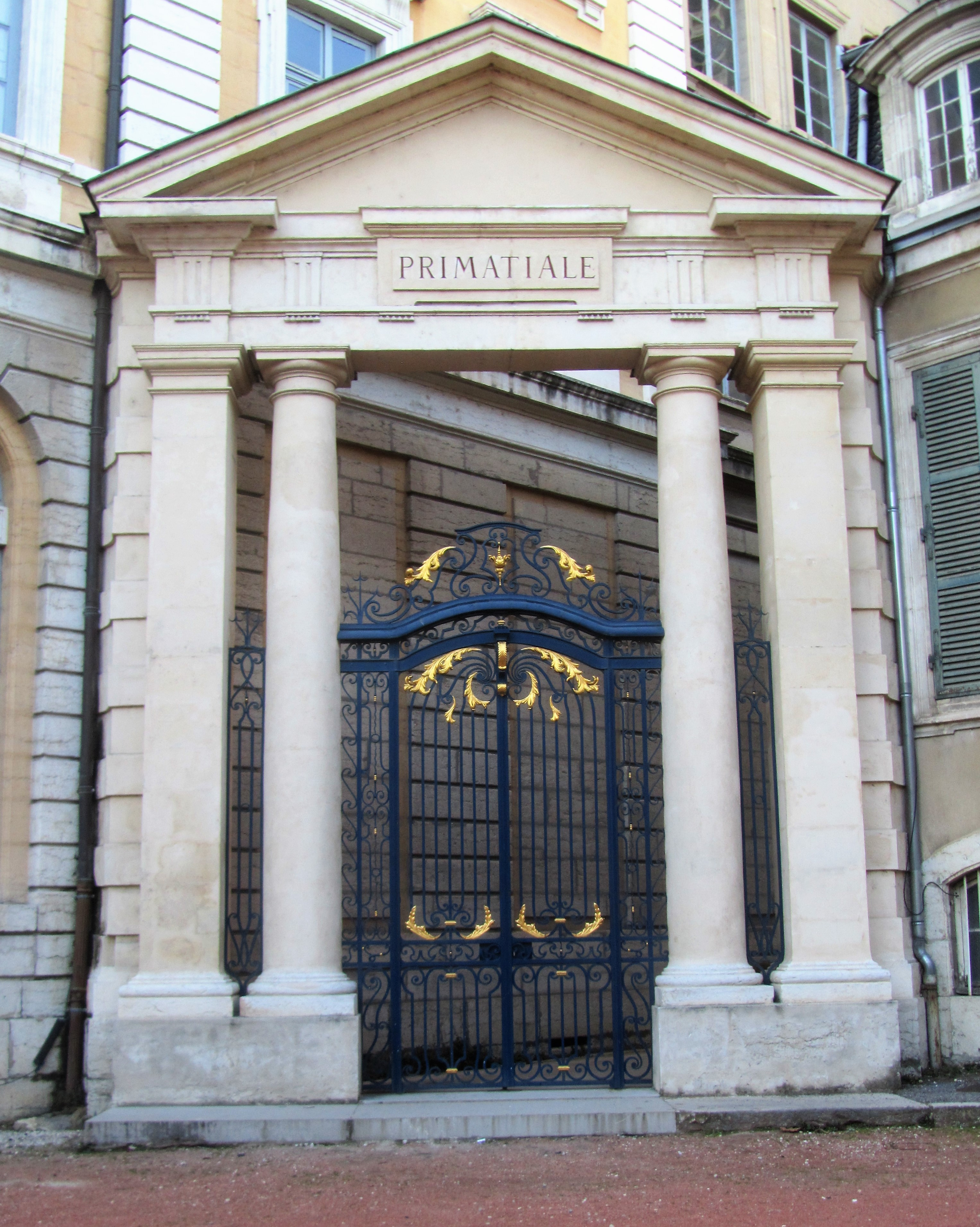
Portail vers la cathédrale depuis le palais Saint Jean
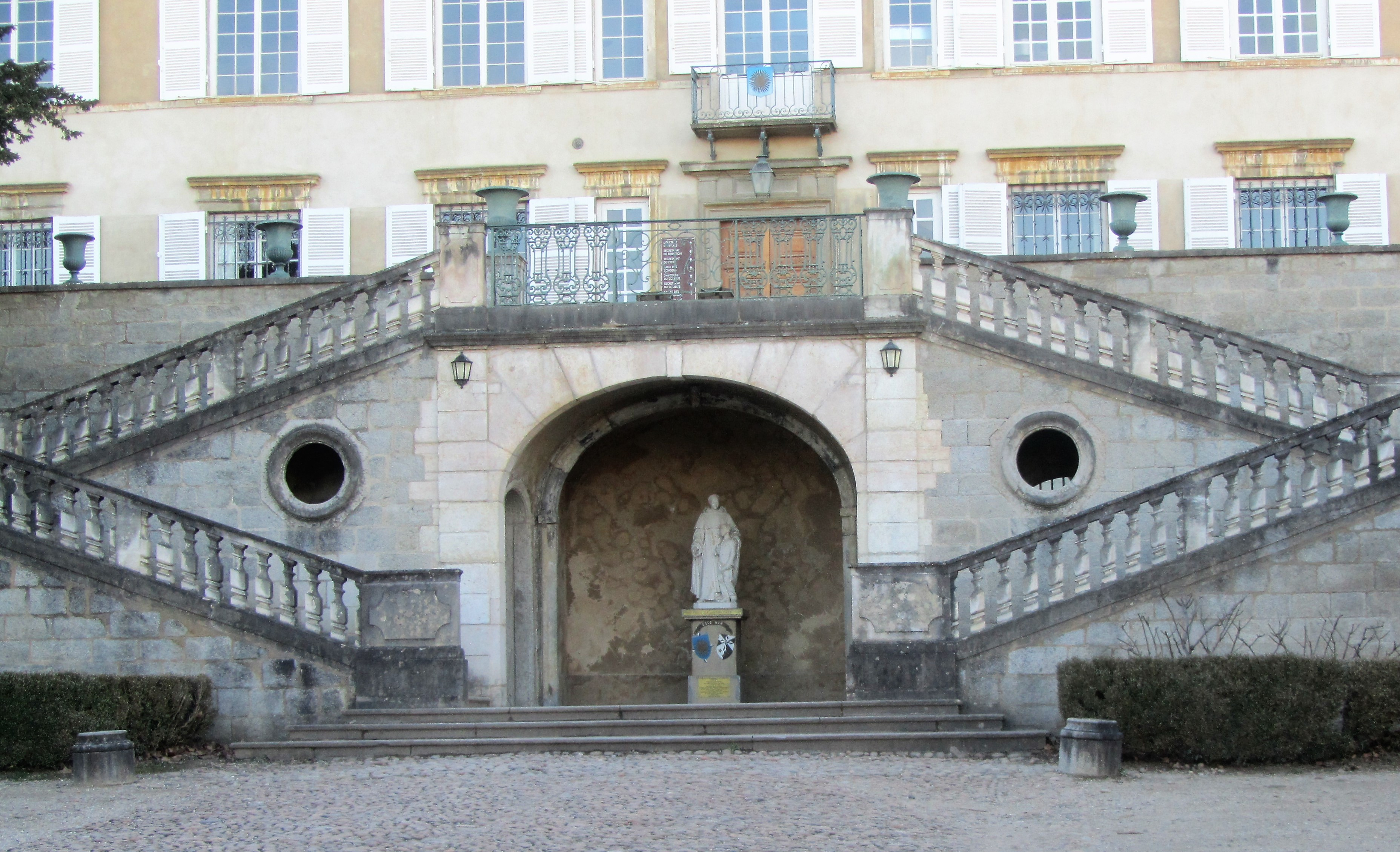
Cour d'honneur de la résidence d'été des archevêques de Lyon à Oullins
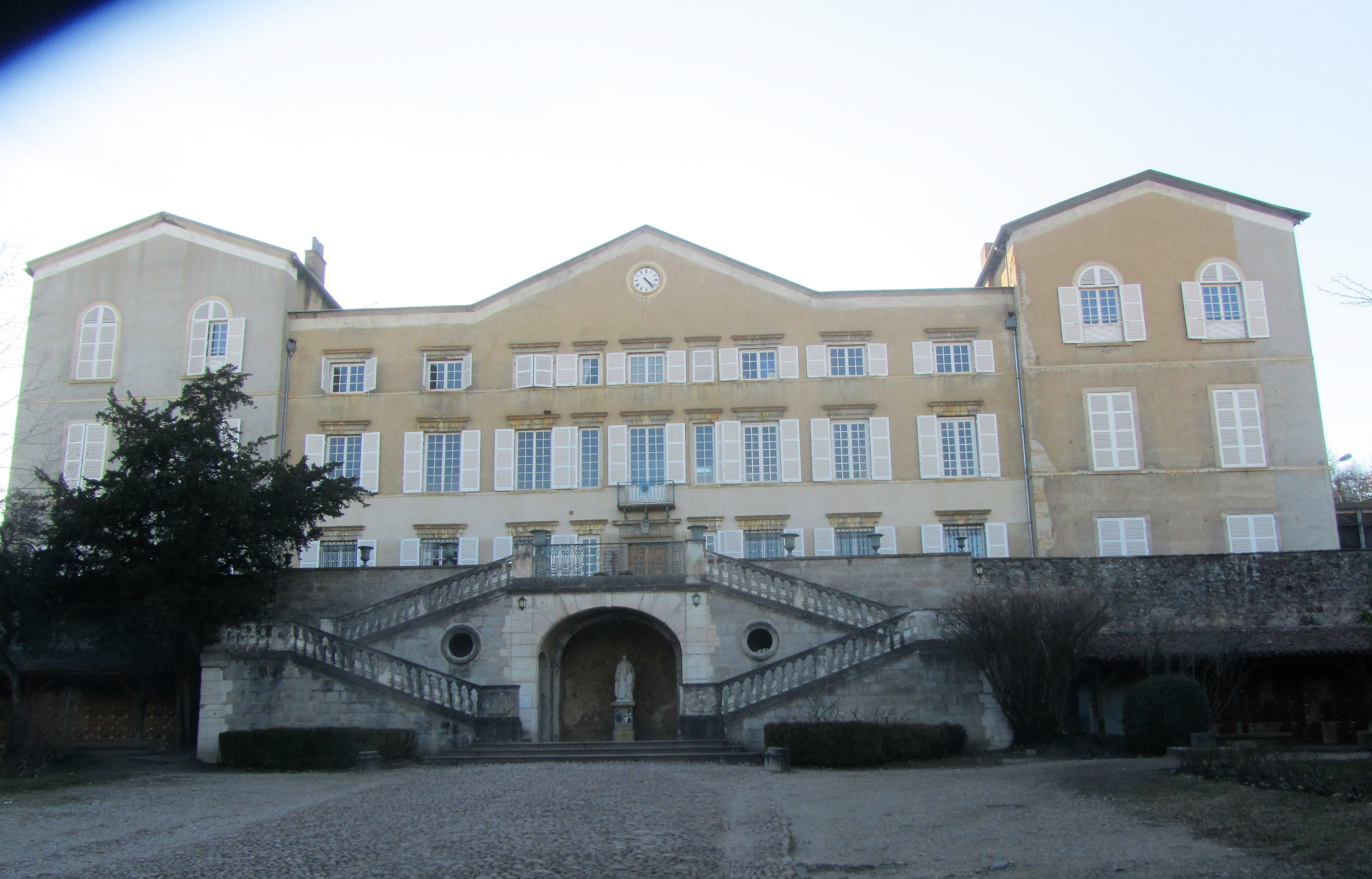
Résidence d'été des archevêques de Lyon à Oullins

Enfin à Saint-Bruno des Chartreux il a pris en quelque sorte le relais de Delamonce, parti à la retraite en 1738. Il a donné des idées pour le dôme (un dessin envoyé de Rome en 1733) et a pris part à la décoration intérieure et au mobilier. En liaison avec les marbriers suisses, il s’est chargé des piédestaux du baldaquin et de chaque côté du piédestal et a fait le dessin des deux groupes d’angelots. 

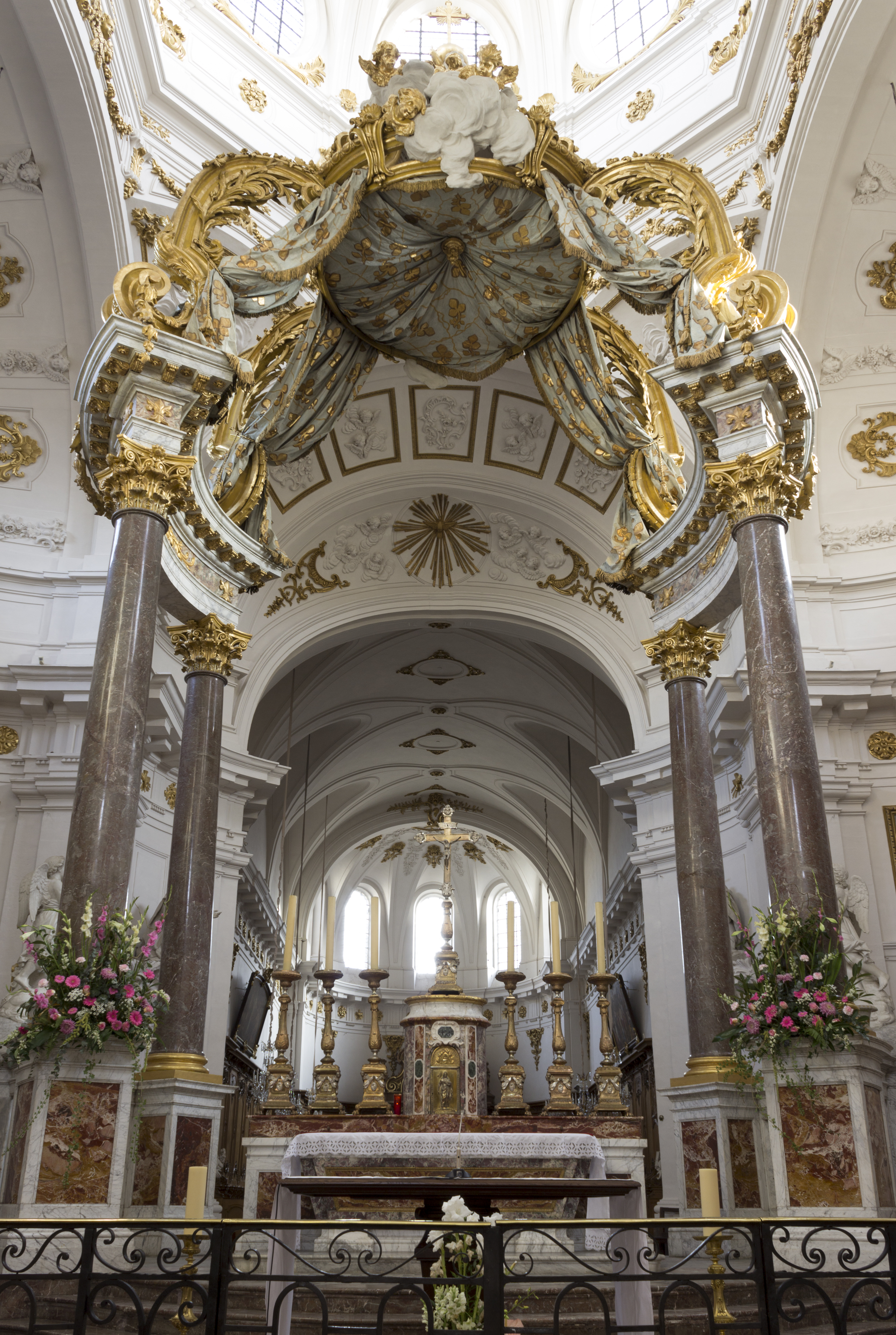
Baldaquin de l'église Saint-Bruno des chartreux à Lyon
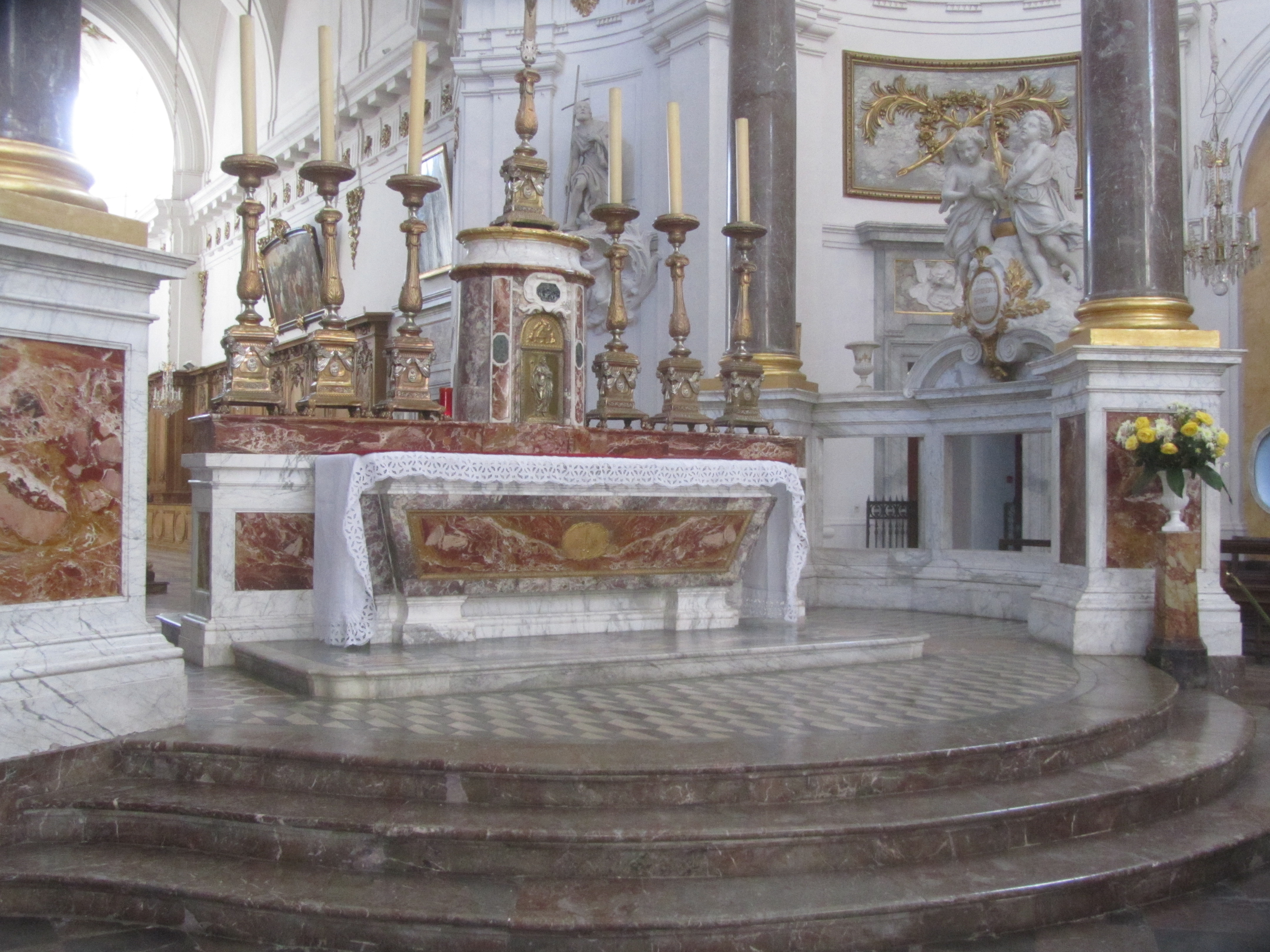
Autel de l'église Saint Bruno des Chartreux à Lyon
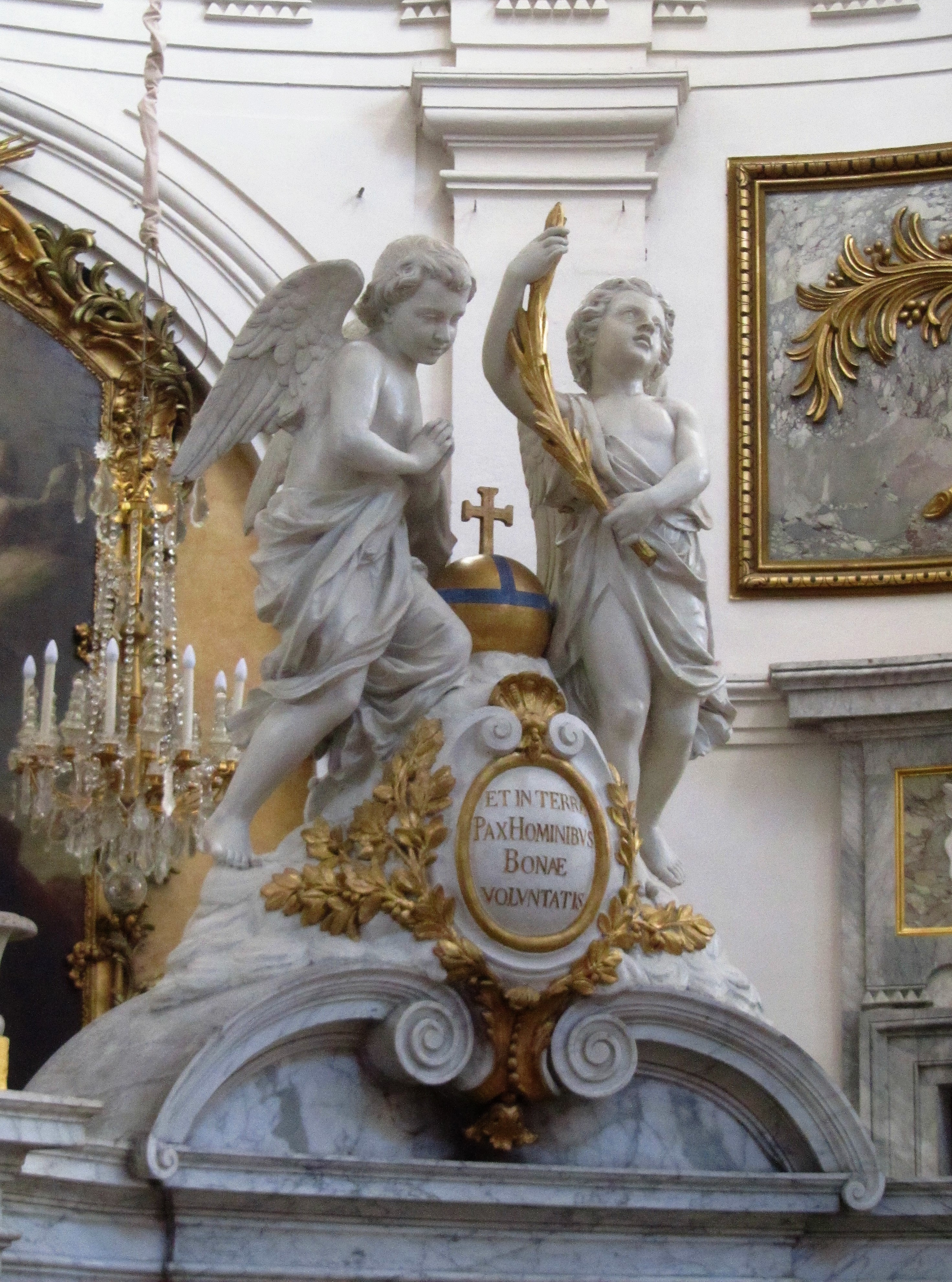
Angelots du baldaquin de Saint Bruno des Chartreux à Lyon

Soufflot sera absent de Lyon de 1749 à 1751. À la demande de la marquise de Pompadour, il accompagne le futur marquis de Marigny (appelé à être le surintendant des Bâtiments de France) dans son Grand Tour en Italie. Il en retient les leçons de Paestum et de l'Antiquité romaine (découvertes de Pompéi et d’Herculanum) mais aussi des édifices de la Renaissance et plus particulièrement les dômes. Malade (maladie réelle ou prétexte ?), il revient à Lyon en 1751 où il réalise le théâtre du quartier Saint-Clair de 1753 à 1756.

### Soufflot à Paris

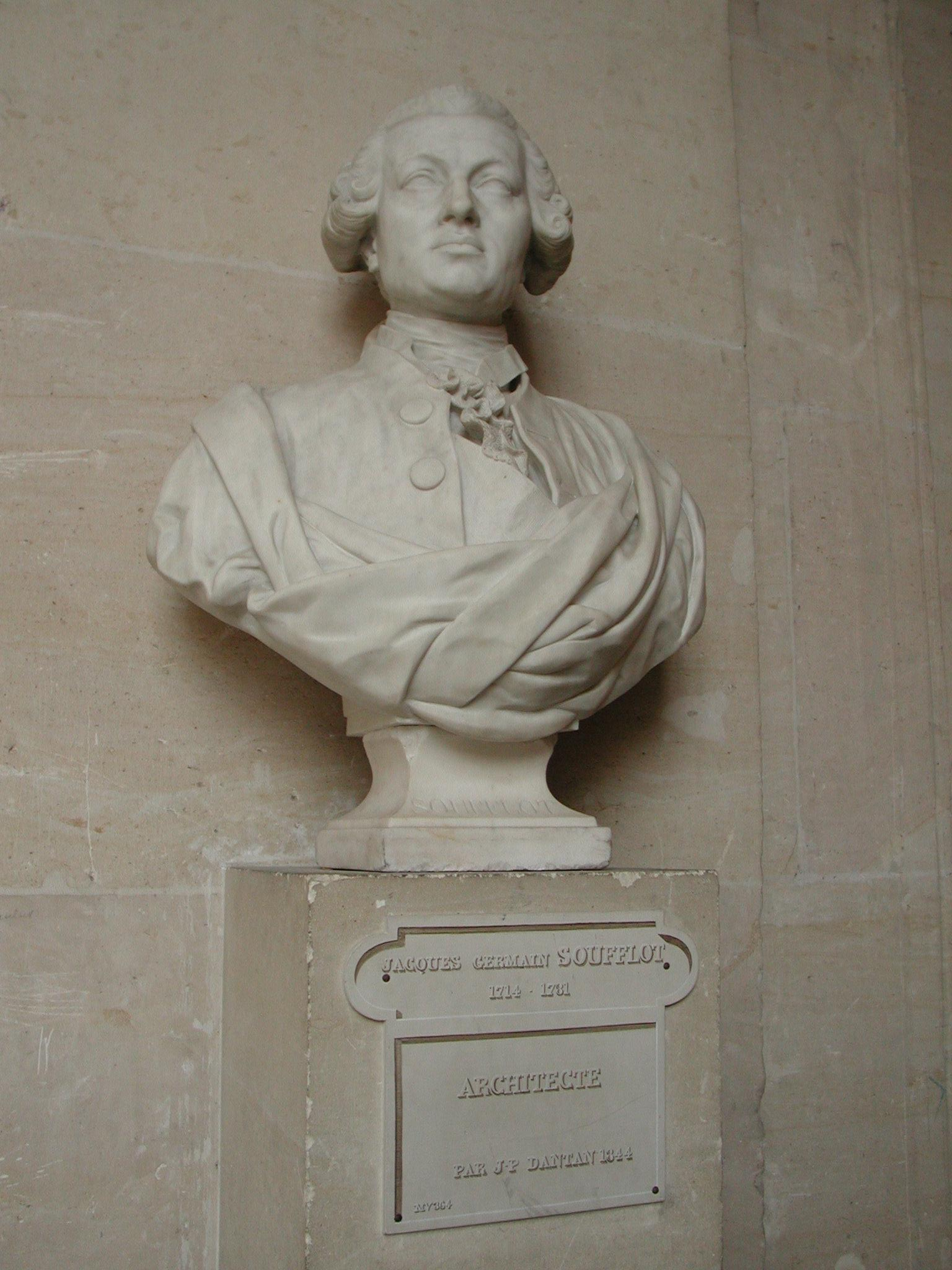
Buste représentant Jacques-Germain Soufflot.

Paris est devenu la résidence principale de Soufflot à partir de 1755 et devait le rester pendant 25 ans jusqu’à son décès en 1780, soit de sa quarante-deuxième à sa soixante-septième année. Son génie a pu alors s’exprimer dans toute sa maturité. Il était assuré du meilleur accueil possible. Cela tenait, en premier lieu, à la très grande estime dans laquelle le tenait le marquis Marigny. Celui-ci l’avait, par exemple, chaudement recommandé à l’évêque de Rennes à la recherche d’un architecte en 1754, en le présentant comme un homme qui « jouit de la plus haute réputation à Lyon, son séjour ordinaire, par les édifices immenses qu’il y a construits ; c’est M. Soufflot qui m’a accompagné dans mon voyage en Italie et avec qui j’ai étudié les plus beaux morceaux d’architecture ancienne et moderne ; et c’est, parmi les architectes du temps, la tête la mieux meublée que je connaisse ; homme d‘ailleurs plein de sentiments et dont je vous réponds à tous égards ». Il convient de rappeler que François de Vandières, futur marquis de Marigny, était le frère de la marquise de Pompadour et qu’il avait été nommé directeur général des bâtiments du roi en 1751. Il lui a été facile d’obtenir du roi Louis XV, par l’entremise de sa sœur, la préférence sur Gabriel, pour la responsabilité de l’église Sainte-Geneviève - le futur Panthéon - en 1757. Il devait lui conserver sa confiance à travers les premières épreuves. En 1768-1769, c’est encore à ce fidèle ami qu’il devait confier les aménagements dans le parc de son château de Menars, près de Blois, ainsi que pour sa maison parisienne, faubourg du Roule.
Le tempérament de Soufflot le portait normalement à multiplier les contacts « Sa probité scrupuleuse, sa conscience, la dignité de sa vie et de son caractère le font estimer et aimer. On sait qu’il aime la gloire, mais noblement, et qu’il est incapable d’aucune bassesse pour l’obtenir. Il a quelque chose de brut et de tranchant par son habitude de commander à des ouvriers dès le plus jeune âge mais il se repent aussitôt de ses vivacités et demande excuse le lendemain. Compatissant et charitable, il prend les intérêts de ses inférieurs, de ses employés, de ses ouvriers avec un empressement vraiment touchant. On l’appelle le bourru bienfaisant ». Son élection à l’Académie d’architecture où il a siégé dans la première classe dès 1755 n’a évidemment pas posé de problème. Or, « elle conférait une autorité nationale aux provinciaux montés à Paris ». Il apportait une attention tout particulière aux jeunes hommes sous sa direction pour favoriser leur promotion professionnelle. Par son entrée dans le salon de madame Geoffrin où Marigny l’a introduit, il a pu côtoyer toutes les célébrités du monde littéraire et artistique de sa génération. Il ne faut pas s’étonner du nombre exceptionnel de dessins, gravures, sculptures, peintures qui le représentent aux divers âges de sa carrière. On retiendra plus particulièrement le célèbre portrait peint par Louis-Michel van Loo ; il y porte au cou le cordon noir de l’ordre de Saint-Michel et tient en main la plume avec laquelle il dessine une des premières versions de Sainte-Geneviève. Il entretenait aussi des relations étroites avec diverses loges maçonniques dans lesquelles il retrouvait d’ailleurs bon nombre de ses confrères architectes. Il ne se résignait pas à se connaître des ennemis et aurait voulu forcer leur sympathie comme en témoigne son épitaphe : « Plus d’un rival jaloux qui fut son ennemi/ S’il eût connu son cœur eût été son ami.
On n’en sera que plus étonné de constater que le bilan de ses réalisations parisiennes est plutôt maigre et souffre d’être comparé à celui de sa période lyonnaise. On chercherait en vain, parmi ses divers projets, une opération d’urbanisme qui soit comparable à celle du quartier Saint-Clair à Lyon. Quant à son œuvre architecturale, elle se limite pratiquement à l’église Sainte-Geneviève, le futur Panthéon. Il est vrai que cette seule réalisation eût suffi à sa gloire et a permis de le ranger au tout premier rang des architectes de sa génération. Non seulement c’est le seul édifice religieux dont il ait assumé la construction mais il y a fait preuve d’une exceptionnelle maîtrise dans l’art de combiner harmonieusement les différents styles : le classique et le gothique (dès 1747, Il avait présenté un mémoire sur l'architecture gothique, sujet qui comptait peu d'adeptes à l'époque mais dont il admirait, non les décors, mais l'économie des structures et l'élancement des voûtes) mais aussi le byzantin et le gréco-romain au point qu’on a pu parler de style éclectique. (On se référera sur ce point à l’article Panthéon de Wikipédia).
Comment expliquer cette apparente moindre vitalité ? Il faut en rechercher les raisons dans les multiples responsabilités que Soufflot eut à assumer. En tant que membre éminent de la prestigieuse Académie d’architecture, il a eu à répondre aux sollicitations qui lui sont parvenues non seulement des quatre coins du royaume mais de divers pays étrangers comme le duché de Parme ou la principauté de Liège. Des dix-huit départements entre lesquels était divisée la direction générale des bâtiments du roi, il avait la responsabilité de celui de Paris, de loin le plus important. Sa bonne marche exigeait d’assumer de multiples tâches administratives. Il assumait en particulier les fonctions de directeur des Gobelins. Également convié à réfléchir à la rénovation du Louvre, il émet quelques propositions qui n'eurent pas le temps d'être mises en pratique. Il a été pendant vingt ans, l'architecte en chef de la cathédrale Notre-Dame de Paris. Enfin et surtout, la conduite du seul chantier de l’église Sainte-Geneviève, absorbante par elle-même, se compliqua lorsque se manifestèrent les premiers doutes sur la manière de conduire à bonne fin de cette ambitieuse entreprise. Aucun autre compétiteur n’avait prétendu à la direction des travaux lorsque Marigny, en 1755, avait présenté à Louis XV la candidature de Soufflot. Son projet avait été adopté sans difficulté en 1757 et la première pierre posée solennellement en sa présence en 1764. Les première critiques n’étaient apparues qu’à partir de 1770 lorsque Patte publie un mémoire dans lequel « il est question de prouver que les piliers déjà exécutés et destinés à porter cette coupole [de Sainte-Geneviève] n’ont point les dimensions nécessaires pour espérer d’y élever un pareil ouvrage avec solidité ». Il s’est sans doute trouvé beaucoup de personnalités de poids pour défendre Soufflot. Parmi celles-ci, on citera Jean-Rodolphe Perronet, le directeur de la toute jeune École des ponts et chaussées et Emiland Gauthey qui devaient à la même époque s’opposer sur le tracé du canal de jonction entre Saône et Seine. Le jeune ingénieur bourguignon n’est-il pas allé jusqu’à publier en 1771 son « Mémoire sur l’application de la mécanique à la construction des voûtes et des dômes » et à proposer en modèle du genre ses églises de Barizey et de Givry ?
Soufflot a-t-il épuisé ses dernières forces dans cette querelle ? C’est une hypothèse que l’on peut émettre et qui écarte celle du suicide. En effet, lorsque, au terme des obsèques célébrées le 31 août 1780 en l’église de Saint-Germain l’Auxerrois, son corps fut transféré dans la vieille église Sainte-Geneviève, le célébrant salua « la piété chrétienne dont Soufflot a donné des preuves si touchantes…, la patience pleine de religion avec laquelle il a soutenu la longue infirmité ».  Il avait pris soin de rédiger son épitaphe
« Pour maître de son art, il n'eut que la nature
Il aima qu'au talent on joignît la droiture
Plus d'un rival jaloux qui fut son ennemi
S'il eut connu son cœur eût été son ami. »
Il était entendu que sa dernière demeure serait dans la nouvelle église Sainte-Geneviève alors en pleins travaux. Le transfert de ses cendres dans celle qui devait prendre le nom de Panthéon se fera attendre jusqu’au 25 février 1829.
Dans l'histoire de l'architecture, Soufflot restera comme l'un des principaux artisans du retour au « grand goût » dans les années 1750, mouvement qui s'opposait à l'art rocaille. Son architecture reprend des principes de l'architecture gothique adaptés à un vocabulaire antique et classique comparable à celui de Claude Perrault (architecte de la colonnade du Louvre). L'autre grand architecte néoclassique de cette époque, Ange-Jacques Gabriel, a un style plus mesuré face à la sensibilité et l'inquiétude qui prédominent chez Soufflot et qui annoncent l'architecture romantique.

## Sépulture
Le premier architecte du Panthéon fut tout d'abord inhumé à l'église Saint-Germain-l'Auxerrois, puis ses restes furent transférés le 19 février 1829 au Panthéon, alors consacré comme église Sainte-Geneviève durant la Restauration et affecté au culte entre le 3 janvier 1822 et le 26 août 1830.
Ce transfert ayant été le seul intervenu alors que l'édifice n'était plus dédié aux « restes des grands hommes qui ont bien mérité de la patrie », Jacques-Germain Soufflot est la seule personnalité reposant au Panthéon sans avoir été officiellement « panthéonisée ».

## Principales réalisations

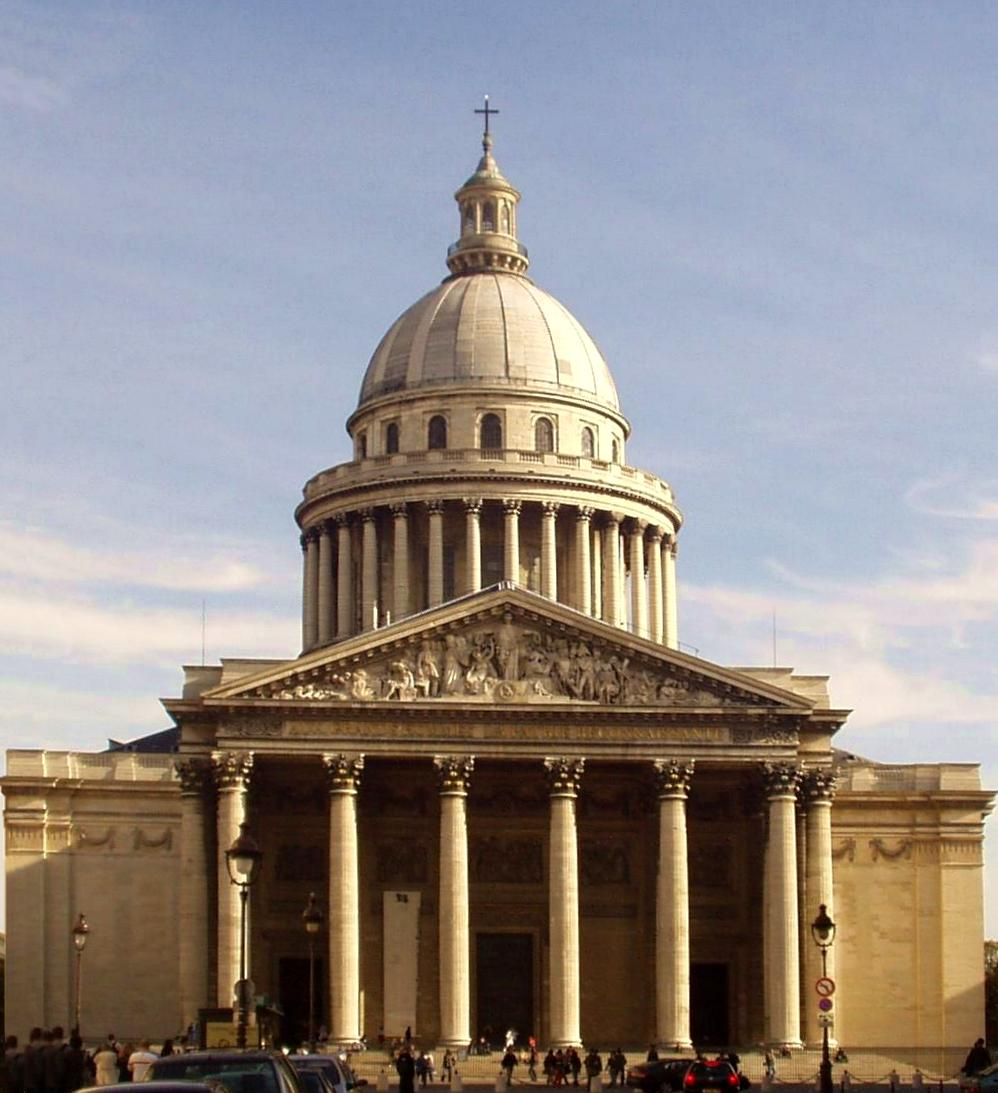
Le Panthéon de Paris.

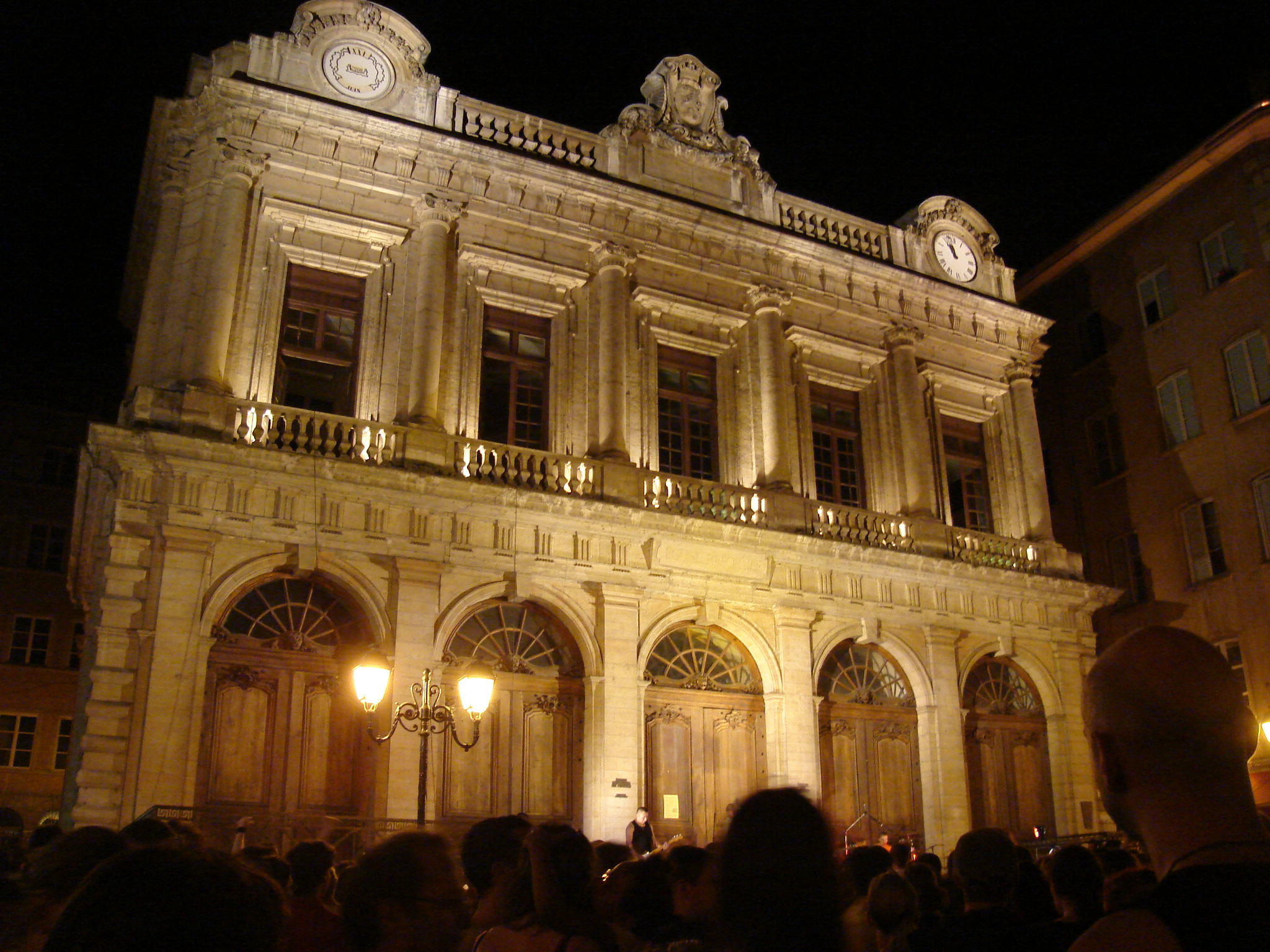
Le Temple du Change dans le Vieux-Lyon.

- L'Opéra de Lyon (le "Grand-Théâtre") avant son remplacement par celui des architectes Chenavard et Pollet.
- 1736-1750 : Agrandissement de l'église Saint-Bruno-les-Chartreux de Lyon.
- 1738-1740 : Maison La Rivette à Caluire-et-Cuire[17].
- 1747-1750 : Temple du Change à Lyon.
- 1750 : rénovation de l'Hospice de la Charité de Mâcon.
- 1754-1756 : théâtre du quartier Saint-Clair à Lyon.
- 1741-1761 : Façade de l'Hôtel-Dieu de Lyon.
- 1764 : Transformations du château de Menars (Loir-et-Cher) pour Abel-François Poisson de Vandières, marquis de Marigny.
- 1766-1775 : Une partie de l'Hôtel de la Marine, place de la Concorde à Paris.
- 1757-1790 : Église Sainte-Geneviève à Paris, aujourd'hui Panthéon (il meurt avant la fin des travaux) dans laquelle il met en œuvre la pierre armée[18].
- 1774-1777 : Nymphée de Chatou pour Henri-Léonard de Bertin, dernier seigneur de Chatou (1762-1789) et ministre de Louis XV et de Louis XVI (1759-1780), avec son collaborateur Jean-Baptiste Rondelet.

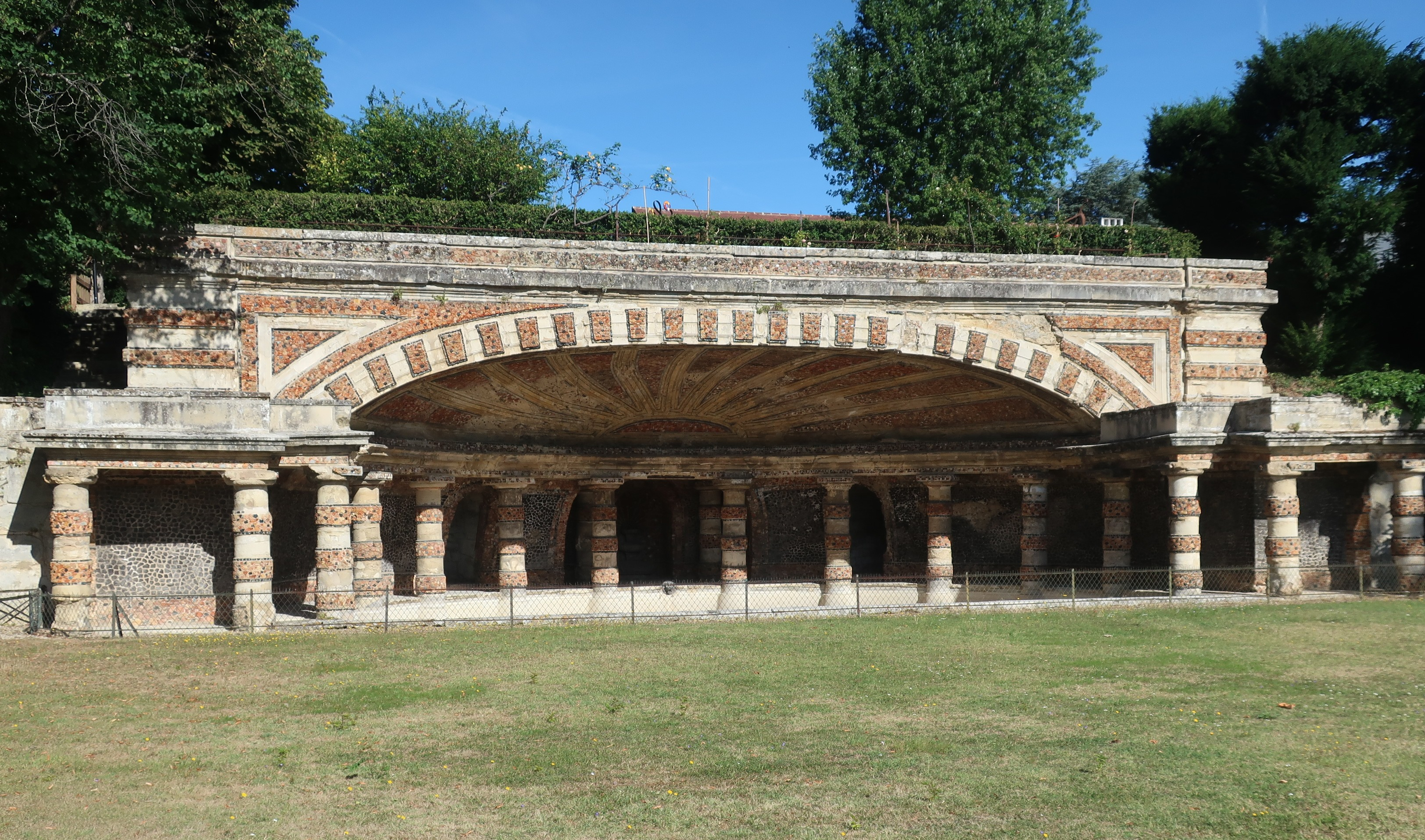
Le Nymphée de Soufflot à Chatou

## Quelques élèves
- Maximilien Brébion
- Jean-Baptiste Rondelet, avec qui il a collaboré pour l'église Sainte-Geneviève
- Jean-Antoine Morand, architecte urbaniste lyonnais créateur du quartier des Brotteaux à Lyon, ami et collaborateur de Soufflot
- Barthélemy Jeanson : architecte de la Cristallerie du Creusot devenue demeure de la famille Schneider
- Melchior Munet : architecte de l'Hôtel-Dieu de Mâcon
- Claude Jean-Baptiste Jallier de Savault : Château de Montvillers (1770), exhaussement du phare de Cordouan (1786), architecte du Conservatoire des Arts et Métiers (1800-1805) et de l'École vétérinaire d'Alfort (1801-1806).
- Jean Jacques Lequeu

#### Bases de données et dictionnaires
- Ressources relatives aux beaux-arts :   - AGORHA
  - Bénézit
  - British Museum
  - Grove Art Online
  - Nationalmuseum
  - RKDartists
  - Royal Academy of Arts
  - Union List of Artist Names
- Ressource relative au spectacle :   - European Theatre Architecture
- Ressource relative à la recherche :   - La France savante
- Notices dans des dictionnaires ou encyclopédies généralistes :   - Britannica
  - Brockhaus
  - Den Store Danske Encyklopædi
  - Deutsche Biographie
  - Enciclopedia De Agostini
  - Gran Enciclopèdia Catalana
  - Hrvatska Enciklopedija
  - Internetowa encyklopedia PWN
  - Nationalencyklopedin
  - Store norske leksikon
  - Treccani
  - Universalis
  - Visuotinė lietuvių enciklopedija
- Notices d'autorité :   - VIAF
  - ISNI
  - BnF (données)
  - IdRef
  - LCCN
  - GND
  - CiNii
  - Espagne
  - Belgique
  - Pays-Bas
  - Pologne
  - Israël
  - NUKAT
  - Catalogne
  - Tchéquie
  - WorldCat